# Dušníky nad Vltavou
Dušníky nad Vltavou jsou malá vesnice, část obce Všestudy v okrese Mělník ve Středočeském kraji. Leží v oblasti dolního Povltaví (severně od Prahy až k soutoku s Labem u Mělníka). Nachází se na pravobřežních náplavách v ohybu řeky Vltavy zhruba osm kilometrů severoseverovýchodně od Kralup nad Vltavou, pět kilometrů od Veltrus, s výhledem na horu Říp. Poštovně jsou Dušníky přiřazeny k obci Vojkovice.
Katastr o rozloze 2,6 km² lemuje na jihu dálnice D8. Vltavský břeh okolo Dušník chrání protipovodňová hráz po celé délce. Katastrální území Dušník tvoří pole, louky, chmelnice, zahrady, drobné vodní plochy, zbytky lužního lesa, obytné a zemědělské stavby.

## Název
Dušníky – původně také uváděny Daleké Dušníky nebo Hořejší Dušníky – dostaly plný úřední název Dušníky nad Vltavou až v roce 1910. Daleké byly nazývány patrně podle vzdálenosti od centra Kouřimského kraje, Hořejší podle umístění v samém severním cípu kouřimské oblasti. Kromě toho byly vždy Dušníky stranou všech hlavních cest (na rozdíl od Dušník u Obříství nebo od Dušník u Roudnice nad Labem).
Samotné pojmenování pochází od obecného jména dušník – dušník býval člověkem, který připadal některému kostelu, původně se zpravidla o kostel staral nebo se nějak podílel na jeho výživě. Dá se tedy předpokládat, že první obyvatelé (nebo jejich předkové) takovými dušníky byli.

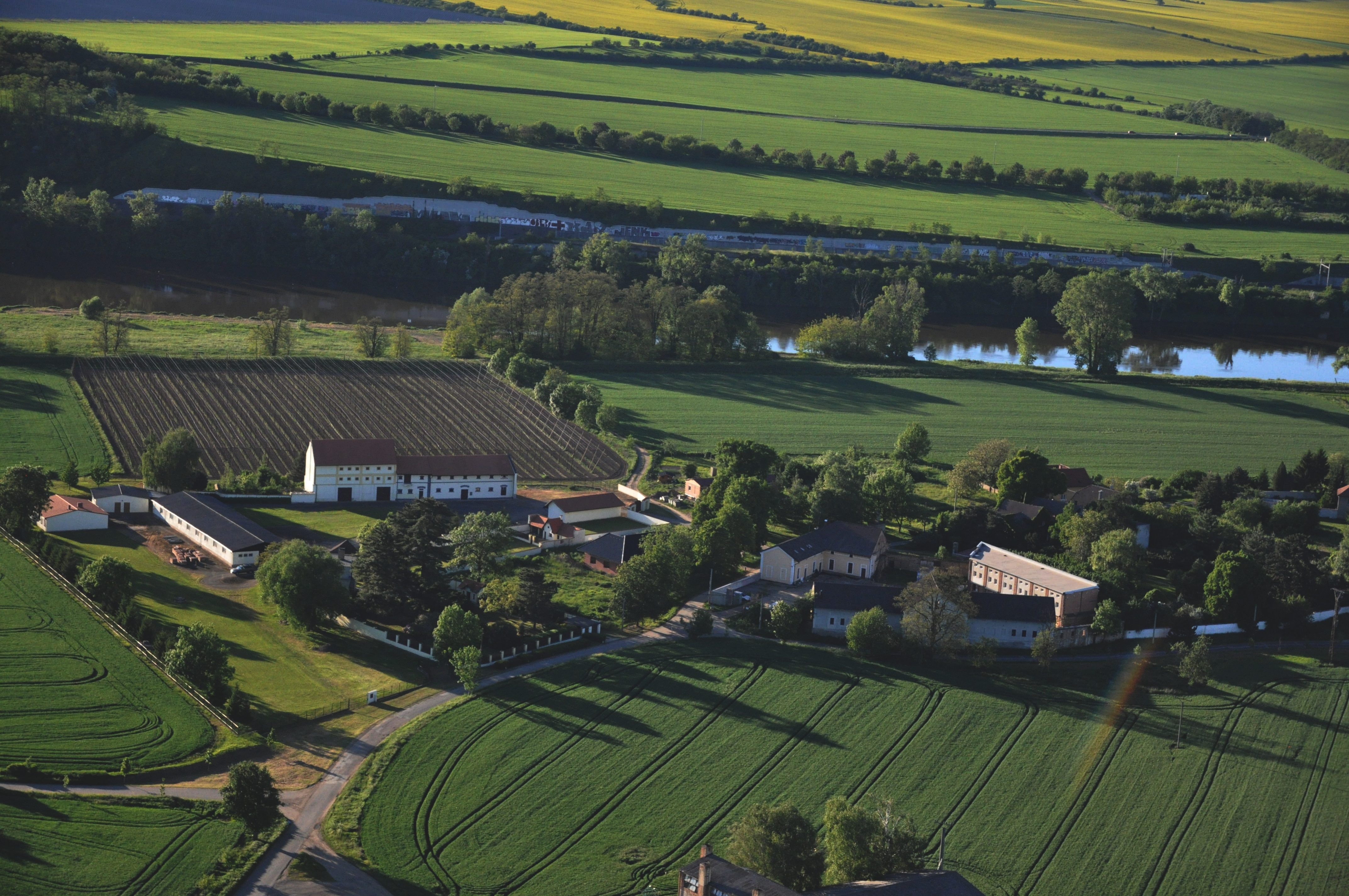
Pohled na Dušníky od jihovýchodu

### Přehled sídel s komponentem Dušníky v názvu
V České republice se vyskytuje pět sídel nebo jejich částí obsahujících „Dušníky“ v názvu, pět z toho ve středních Čechách:
- Dušníky – okres Mělník, součást obce Obříství, asi 12 km východně od Dušník nad Vltavou
- Dušníky u Roudnice nad Labem (v okresu Litoměřice)
- Trhové Dušníky na Příbramsku
- Daleké Dušníky na Příbramsku
- Dušníky – součást obce Rudná v okrese Praha-západ

Z Polska známe doklad podstatně většího sídla Duszniki-Zdrój. O tomto kladském Dušníku (německy Bad Reinerz), česky nikoliv Dušníkách, se lze dočíst v lingvistické literatuře.

## Historie

### Nejstarší historie
Kronika obce uvádí jako nejstarší archeologický nález kostru skrčence (únětická kultura), objevený jedním ze sousedů v 90. letech 19. století za vsí, v místě zvaném Na rukavici (pozemek u čp. 27). Ve vesnici a na polích v okolí (v zahradě čp. 12, na poli Na špalkách) byly také v letech 1853 a 1898 nalezeny pozůstatky hrobů kultury popelnicových polí. Na protějším břehu Vltavy v místě dnešního železničního tunelu byly odhaleny nálezy z doby bronzové a raného středověku. Časté pravěké osídlení lze v obci předpokládat – mnohé nálezy jsou potvrzeny z obcí v nejbližším okolí včetně Všestud a Vepřku, Dušníky samostatně zpracovány nejsou.

### Středověk
Oblast v ohybu Vltavy pod soutokem s Labem bývá historiky nazývána jako Meziříčí (mezi Labem a Vltavou) s nejvyšším bodem – Dřínovským kopcem. Na něm anebo poblíž na vrchu zvaném Kamenná hora (247 m n. m.) stával meziříčský hrad, resp. hradiště (zbytky ohradní zdi lze najít v porostu Dřínovského chlumu, archeologické nálezy se vyskytly i na Kamenné hoře). Dřínovský kopec je od Dušník vzdálen asi sedm kilometrů.
V knížecí době patřily Dušníky do knížectví Zlického, od 12. století do druhé půle 18. století poté do Kouřimského kraje.
Okrouhlý, ne zcela pravidelný tvar naznačuje prastarost obce, která byla v těchto místech založena v raném středověku. Okrouhlá náves byla obklopena průčelími domů ze všech stran, za domy následovaly zahrady a hospodářská stavení.
Struktura obce byla dvojdílná – menší díl, manský dvůr připadal Koruně české (královský majetek), větší díl pak pražskému proboštství (církevní majetek), odtud pochází také nazvání Dušník.
První písemná zmínka o Dušníkách pochází z roku 1228. Tehdy ves připadla klášteru svatého Jiří na Hradčanech.
Vepřecký farář A. Kolář uvádí, že roku 1420 král Zikmund zapsal Dušníky Štěpánu z Mlazovic „na čas“. Faktem je, že Dušníky byly na seznamu 35 vsí darovaných Starému Městu Pražskému králem Zikmundem. Ještě dvakrát jim byl tento majetek potvrzen (králem Jiřím 1459 a králem Vladislavem 1472). Tak Dušníky stihl běžný osud církevních majetků, které byly v době husitských válek a po nich zabaveny a převedeny do cizího vlastnictví (většinou jako odměna za vojenské zásluhy). Roku 1490 se kapitula hlavního kostela hradu pražského ucházela o vrácení vesnic Dušník a Všestud, které drželi Mareš a Oldřich Mlíčko, „nemajíce prý žádného práva“.

### Po Bílé hoře

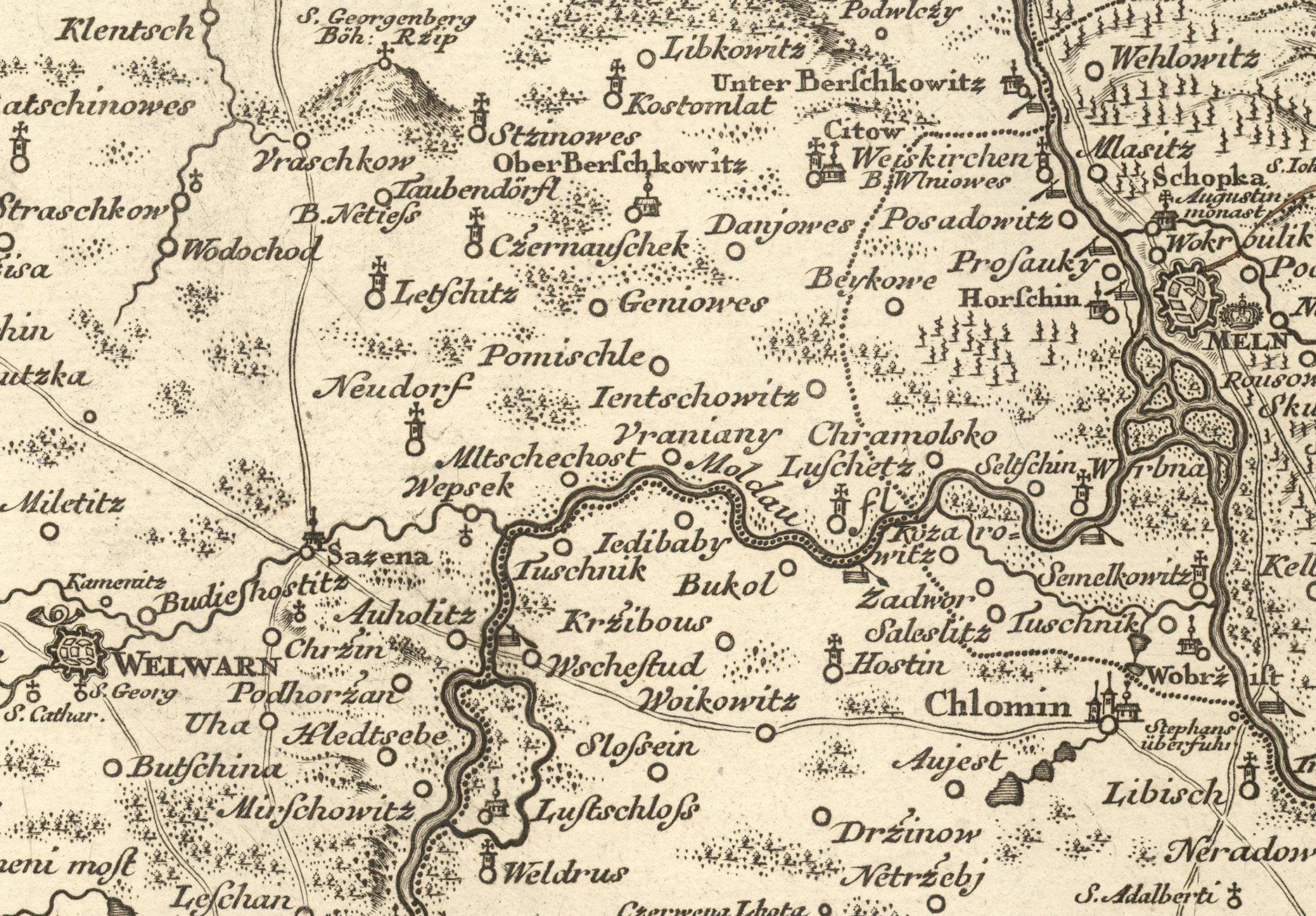
Dušníky nad Vltavou (Tuschnik) na Müllerově mapě Čech z roku 1720.

Od vzbouřených stavů ves koupilo roku 1620 Nové Město Pražské za 10 000 kop míšeňských, ovšem po bitvě na Bílé hoře ji muselo (roku 1628) podobně jako sousední Všestudy a Vepřek bez náhrady vrátit proboštství u svatého Víta.
Podle Berní ruly z roku 1654 čítaly Dušníky čtyři statky a jednu chalupu, přitom dva ze statků byly osazeny novým majitelem, což byl v době pobělohorské běžný jev. Až do 20. století si ves zachovala půdorys tvořený areály 4 (později 5) statků s hlavní budovou, hospodářskými staveními a doplněnými sušárnami chmele. Pozoruhodně zachovalá dvorcovitá struktura obce byla patrná ještě v šedesátých letech 20. století.
V roce 1680 při morové epidemii zemřelo v Dušníkách od června do prosince 30 obyvatel.

### 18. století
Z osmnáctého století se dochovalo několik stížností sedláků a chalupníků na útisk ze strany vrchnosti. Robotní zatížení bylo značné, docházelo k případům „neposlušnosti“ hlavně období válek (a verbování), moru, povodní či jiných katastrof. Dochovány jsou i seznamy sousedů ledabylých ve víře (katolické). Ještě koncem století zemřelo několik vesničanů na mor. Dušničtí také jednali s panstvem o právo užívat ostrov, který se utvořil na Vltavě mezi Dušníky a Mlčechvosty (ucházeli se o něj podobně také Ouholičtí s tím, že vznikl de facto z trosek jejich vesnice, které odplavila povodeň) či o právo pálit kořalku. V roce 1770 vznikly plány na stavbu protipovodňové hráze.
Od roku 1774 patřily Dušníky do panství Jeviněves-Veltrusy, které spravovala rodina Chotkových. Dochovala se smlouva o nákupu vsi Dušníky Rudolfem hrabětem Chotkem za cenu 1000 zlatých.
V září roku 1780 se zodpovídal (chalupník ) Matěj Hlaváček zvaný Celichar a (sedlák) František Martinovský z Dušník spolu s Václavem Hlaváčkem (Celicharem) z Kozomína synem Matěje, že u nich byly nalezeny kacířské knihy F. Kegelia, Lutherův Nový zákon a Komenského Praxis. Před soudem se chovali hrdě. Václav Hlaváček prohlásil: „Já věřím jen v to, co v zákoně božím je psáno a nic víc.“ Pak řekl, že si knihy opět zakoupí, ačkoliv ví, že jsou kacířské, a že pro ně upadá do klatby. Všichni tři byli uvězněni v Rakovníku až do prohlášení tolerančního patentu.
V roce 1782 je v Dušníkách doloženo 13 domů, v nich 15 rodin, dohromady 89 obyvatel. O tři roky později se krajem, tedy i Dušníky prohnala ničivá povodeň, která protrhla hráz u Všestud.

### 19. století

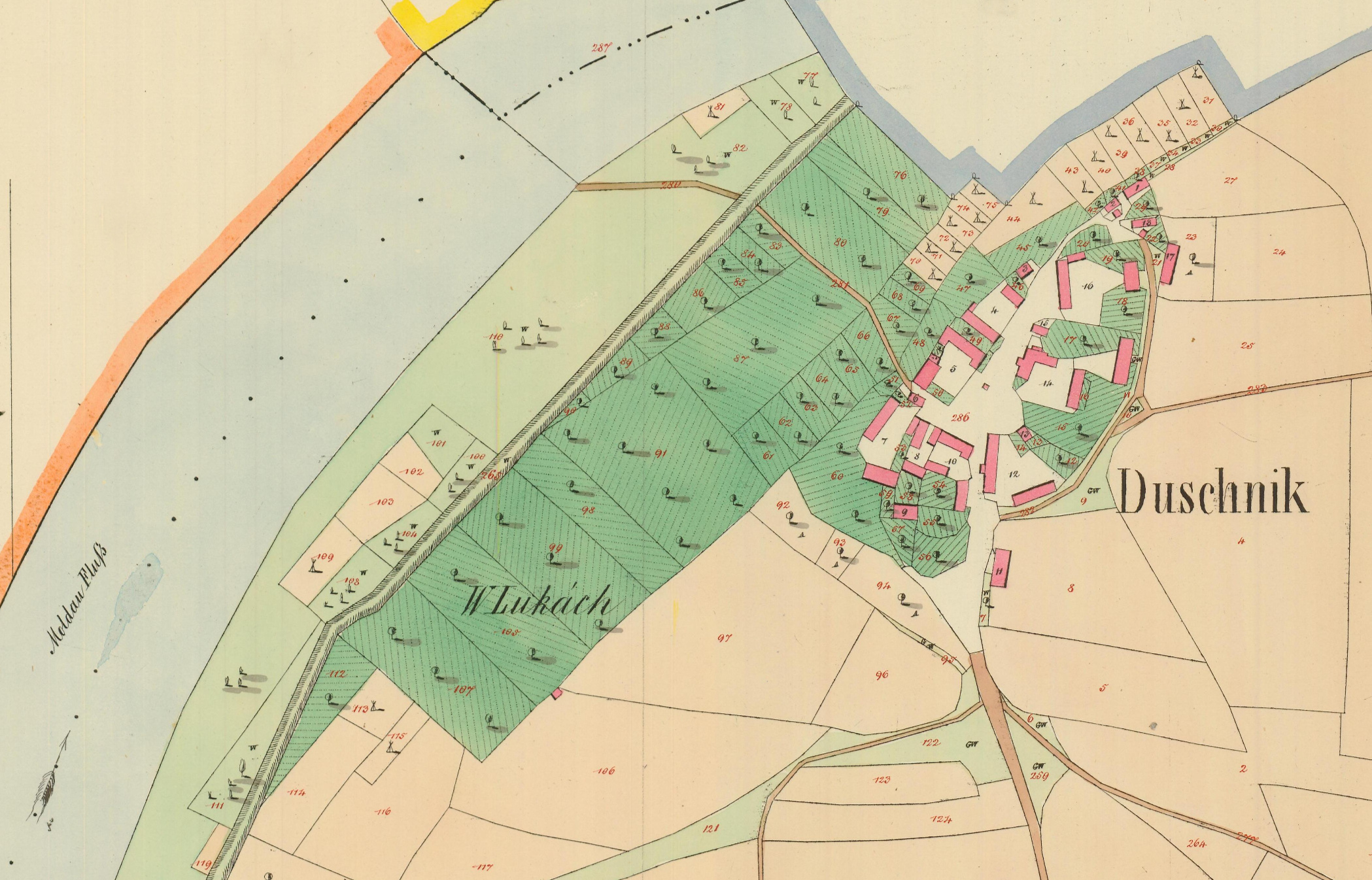
Dušníky na císařském otisku mapy Stabilního katastru. Stav v roce 1840.

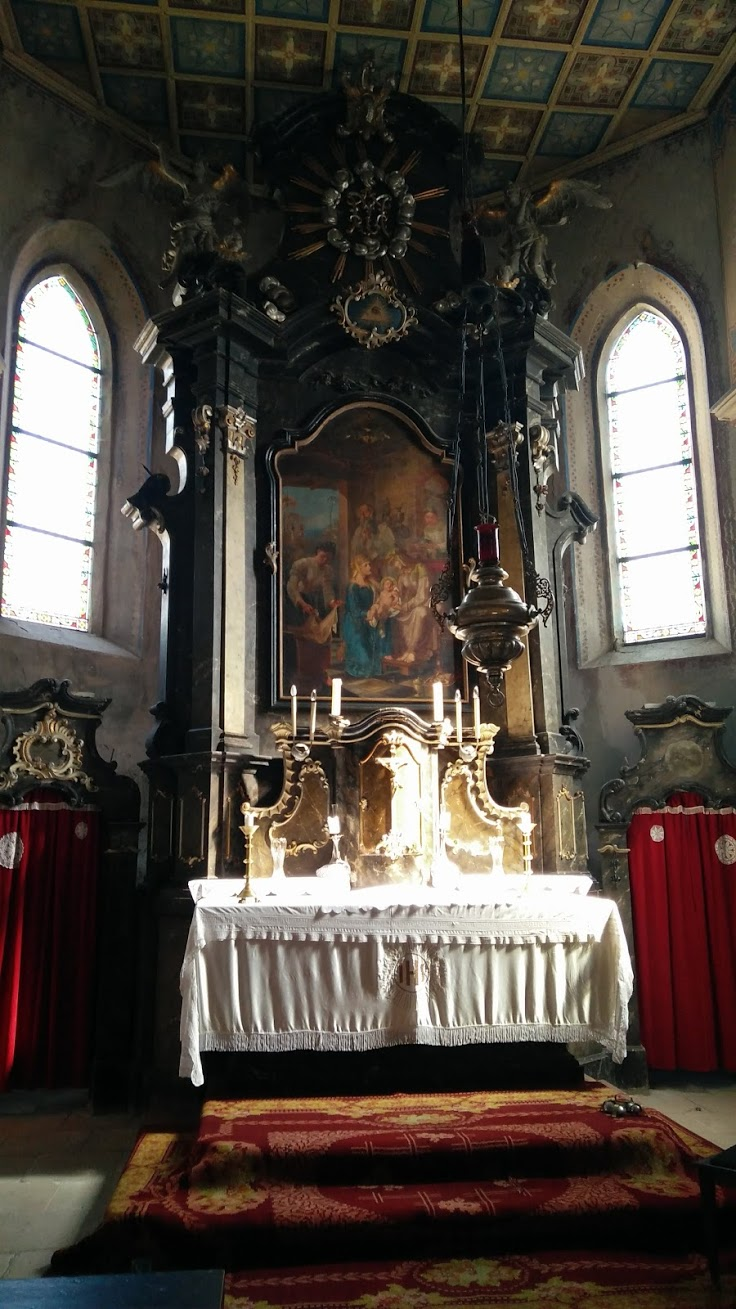
Kostel na Vepřku v březnu 2018

Počátek 19. století poznamenaly napoleonské války, drahota a povinnost přípřeže (koní) dopadla pochopitelně i na Dušnické. Roku 1816 bylo za Veltrusy regulováno koryto Vltavy. Okolo roku 1820 vznikla i alej vedoucí z veltruského parku podél vody až do Dušník a pavilon na konci cesty (u dnešního vraňanského jezu). Od roku 1823 se dušnické děti učily v nové vepřecké škole, která nahradila dosluhující stavbu předchozí a kam se dopravovaly poříčním přívozem. Počátkem 30. let řádila cholera, která si vyžádala, podle kroniky obce, tři oběti. V roce 1841 postihly celé okolí záplavy – ledové kry se daly do pohybu a zaplavily pole. V následujícím roce zase trápila hospodáře sucha – děti přes vltavské koryto pohodlně přecházely suchou nohou do školy na Vepřku – a roku 1845 opět povodně. Ve čtyřicátých letech se započalo s vyměřováním a stavbou železnice na protějším břehu řeky (Vepřek, dráha Praha – Děčín).
Novým správním rozdělením Čech v roce 1850 byl zřízen soudní okres velvarský se 40 katastrálními obcemi, mezi nimiž byla i obec Dušníky, který spolu se soudním okresem slánským a libochovickým patřil k hejtmanství slánskému, okresnímu trestnímu soudu Mělník, zemskému soudu a krajské vládě v Praze. Dušnickým statkářům a domkářům byla uznána práva a obec bezplatně dala k užívání domek přívozníkovi s tím, že bude zajišťovat převoznické služby obyvatelům.
Postupně se ujímaly se intenzivnější způsoby zemědělského hospodaření.
Roku 1860 si Antonín Doubravský zřídil hospodu a krám v čp. 15.
Prusko-rakouská válka roku 1866 nepoznamenala Dušníky drancováním. Třebaže zde byli pruští vojáci ubytováni, chovali se „přátelsky“, zvláště k dětem.
V sedmdesátých letech 19. století proběhlo krajem několik povodní, které vyvrcholily tou největší v létě roku 1890. Teprve po ní došlo k větším opravám a dostavbám hráze, o které Dušničtí žádali už v roce 1846.
Na slavné Jubilejní výstavě v Praze roku 1891 vystavovali dušničtí statkáři chmel, žito a ovoce. Při příležitosti výstavy předváděl svůj nový horkovzdušný balon v Čechách Francouz Louis Godard. Při jednom z předváděcích letů nouzově přistál s českým doprovodem náhodou u Dušník: získal tak nadlouho vysoké povědomí o kulturnosti českého národa, neboť byl ihned po přistání francouzsky uvítán hospodářem – malířem Pokorným – a bohatě jím pohoštěn.
V té době patřily administrativně k Dušníkům také osady Jedibaby (Dědibaby) a Křivousy. Ve starostování se střídali jednotliví dušničtí statkáři i chalupníci. To platilo až do úředního rozloučení obcí Dušníky a Křivousy (s osadou Jedibaby) v roce 1923.
V tomto století se pozměnil částečně půdorys obce: statkáři započali s výstavbou výměnků a domků pro zaměstnance za čp. 1 – za stodolami statku Vojtěchovských a Pokorných tak přibylo 5 domků v řadě. Díky této nové ulici tvoří dnes silnice vedoucí Dušníky okruh, který se v místě statku čp. 10 vrací na okresní silnici.

### 20. století
Roku 1906 byla vystavěna silnice Dušníky – Křivousy. Roku 1908 byla zakoupena hasičská stříkačka a založen hasičský sbor.
Za první světové války konalo vojenskou službu 19 Dušnických, dva z nich padli, další dva konali službu v československých legiích a jeden další se po válce vrátil z ruského zajetí.
V roce 1923 zaznamenala obec vrchol v počtu obyvatel: 181 mužů a žen v celkem 45 bytových jednotkách.
V průběhu dvacátých let obecní rada projednávala nejčastěji možnost stavby jednotřídní školy (chtěla spolupracovat také s obcí Všestudy na vybudování školy ve Všestudech při hrazení 1/3 nákladů), elektrifikaci, pronájmy pozemků a kácení a vysazování stromů.
V letech třicátých řešila obec rozličné hospodářské záležitosti, žádosti o příspěvky nemajetným, potíže s obsazením přívoznického místa a znovu otázky školní docházky. Vznikla malá obecní úřadovna v přístavku při čp. 11.

#### Druhá světová válka

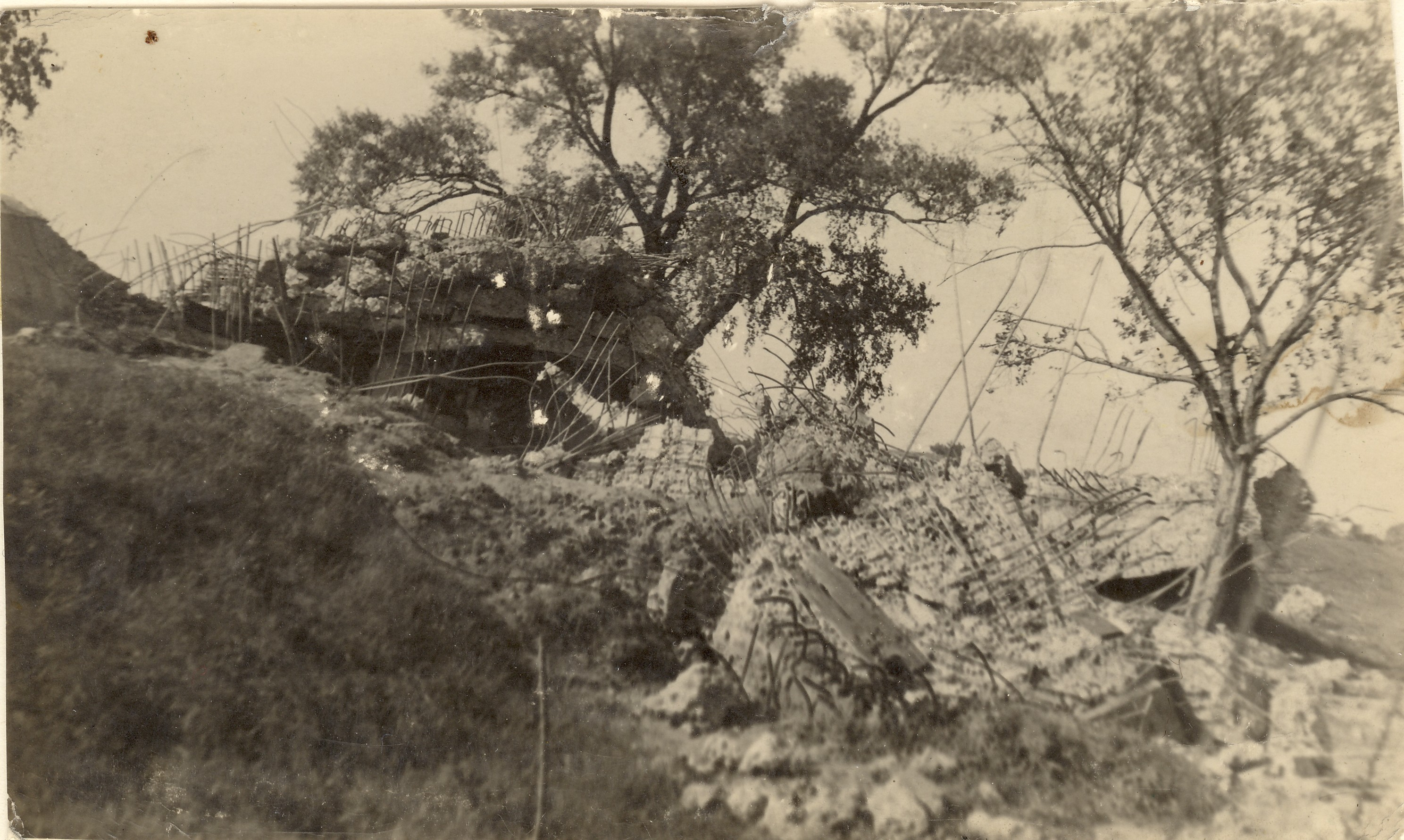
Řopíky u Dušník, součást opevnění Pražské čáry, zlikvidované v roce 1939

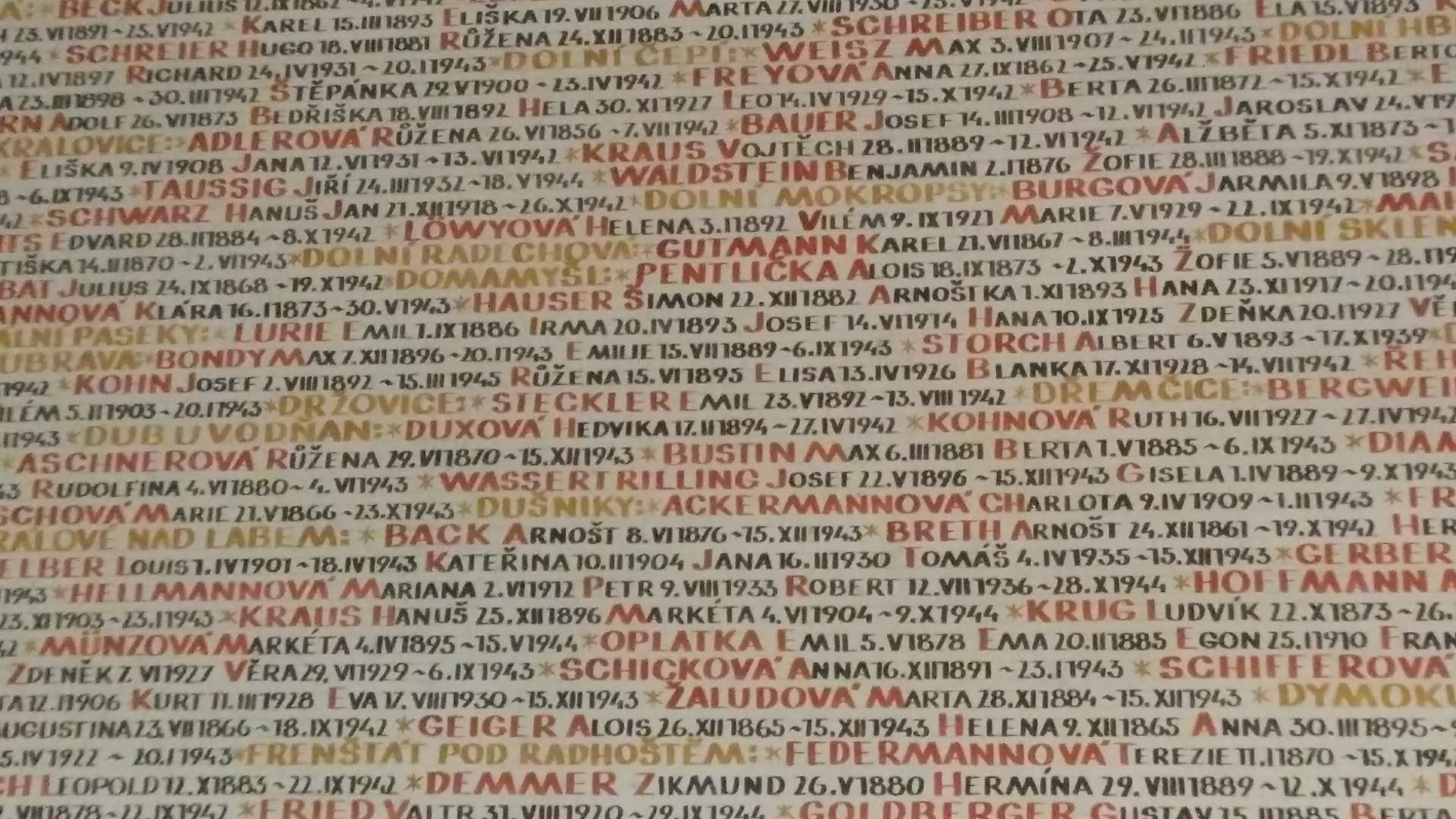
Jméno Charloty Ackermannové jako jedné z 80 000 židovských obětí 2. světové války na stěně Pinkasovy synagogy v Praze

V roce 1939 byly německou armádou za velkého úsilí rozstříleny obranné betonové pevnůstky (řopíky) rozmístěné na vltavské hrázi (také) kolem Dušník, které tvořily součást opevnění tzv. Pražské čáry. Opevnění tedy nikdy nebylo využito ke svému účelu.
V roce 1940 při větší vodě byla zatopena některá pole kolem vsi a částečně i silnice do Všestud. K. 1. lednu 1940 žilo v Dušníkách 163 osob.
Z židovských občanů obce odešla do Terezína dne 23. února 1942 podle údajů z kroniky Sára Ackermannová, vdova, narozená 9. dubna 1904 a bydlící v Dušníkách od 1. listopadu 1938. V seznamu obětí holocaustu figuruje pod jménem Charlotta Ackermannová, uvádí se jiné datum narození: 9. dubna 1909. Opravdu odešla 26. února s transportem do Terezína a 1. února 1943 byla odvezena do Osvětimi, kde zahynula.

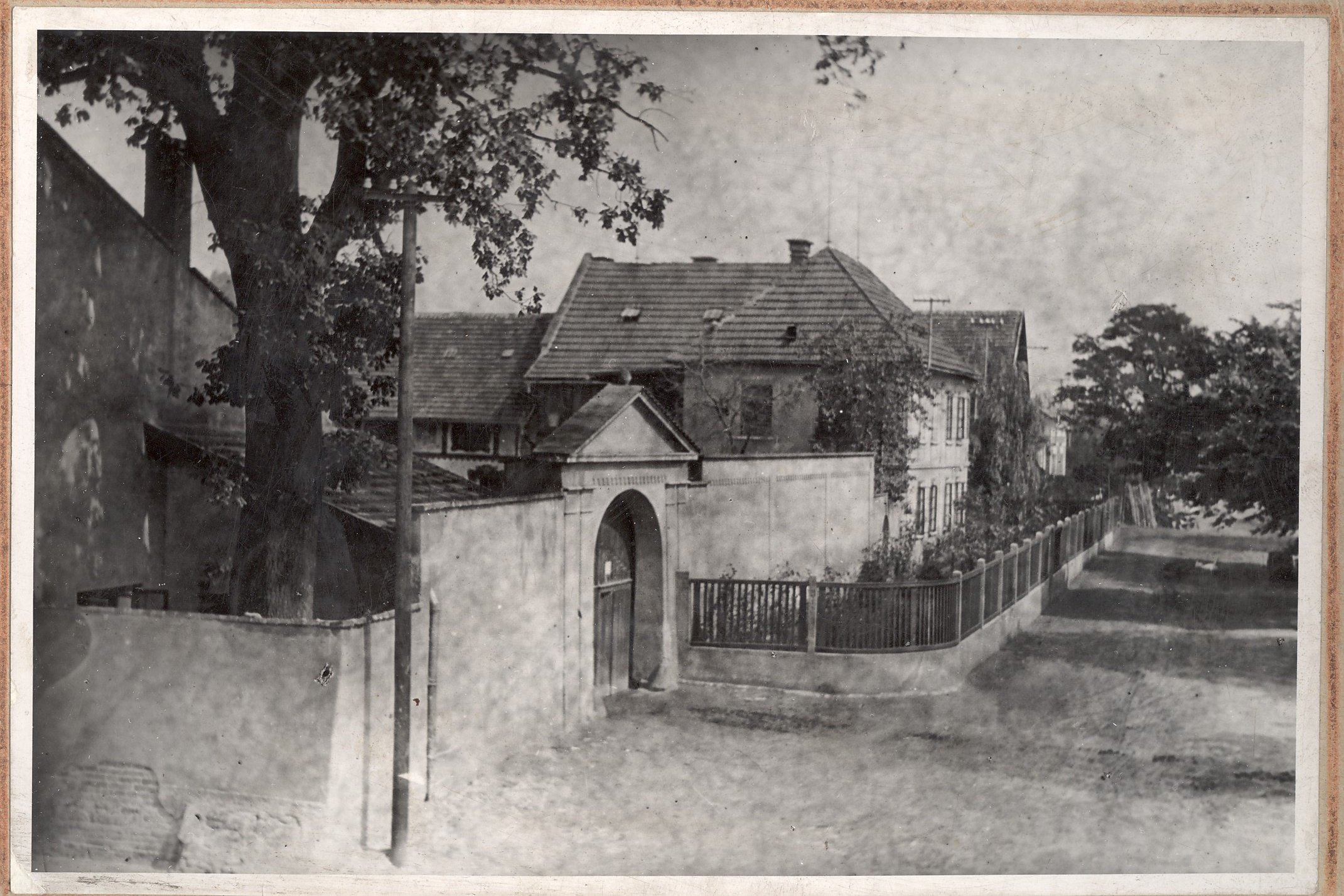
Statek rodiny Herbstů ve 20. letech 20. století

Někteří muži, narození okolo roku 1920, odešli na nucené práce do Říše, někteří zůstali jako „nepostradatelní“ v hospodářství, jiní byli nasazeni na práci do chemických továren v nedalekých Kralupech nad Vltavou. Počátkem roku 1945 byli v Dušníkách ubytování ruští zajatci spolu s německým doprovodem na útěku zpět do Říše, několika se tu podařilo uprchnout. Polní práce rušily časté nálety spojeneckých letounů (průmyslové Kralupy, důležitá železniční trať). V květnu 1945 vytvořili Dušničtí hlídky a hlídkovali dnem i nocí. Josef Machuta byl zraněn na cestě do Prahy (kam se ubíral na pomoc povstalé Praze) a po převozu do roudnické nemocnice zemřel. 9. května zajala dušnická hlídka skupinu 14 Němců včetně dvou žen. 17. května už tábořila v Dušníkách a poblíž sovětská armáda.

#### Po druhé světové válce
Po ukončení války se 57 dušnických občanů rozhodlo odstěhovat do pohraničí, do domů přidělených po vysídlených Němcích.
Polní práce v Dušníkách, které na jaře dlouho stály, bylo možné toho roku částečně zvládnout za pomoci přidělených německých občanů, kteří byli později odsunuti.
Do počátku padesátých let byli všichni majitelé statků donuceni odejít a předat veškeré svoje majetky státu (Československé státní statky), taktéž hostinec a obchod byly převedeny na podnik Jednota. Původní obyvatelé – sedláci – byli ustavičným nátlakem donuceni k vystěhování a k „povinnému pachtu“. Obec byla dosídlována občany většinou ze Slovenska. Z bývalých statkářů zůstala nejdéle Berta Pokorná, jíž byla vykázána jediná místnost v domě, který po staletí patřil její rodině. V Dušníkách zůstala tato „slečna Malířová“ do své smrti v roce 1967.

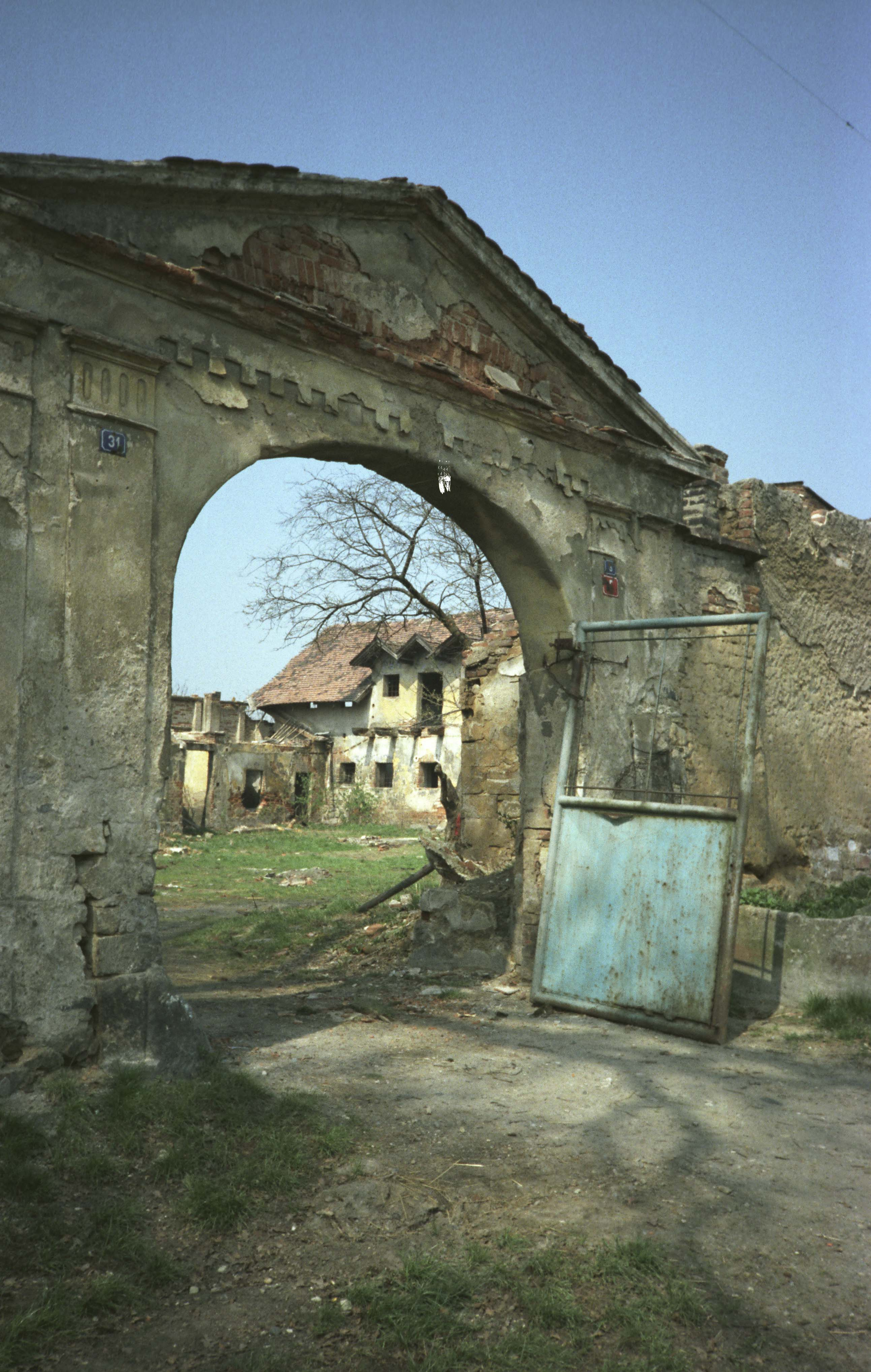
Zkáza statku Herbstových - Velikonoce 1987

Dopravní spojení ještě částečně zajišťoval přívoz, postupně se dařilo zavádět autobusové spoje a od roku 1957 přívoz fungoval spíše nepravidelně, dokud nezanikl zcela v letech šedesátých.
Mezi nově (dočasně) dosídlenými občany se vymyká Jaroslav Libenský, pověřený mj. sepisováním obecní kroniky, kterého se zodpovědně ujal, a především Alois Šiška, bývalý letec RAF, který se v Dušníkách živil opravami elektrických spotřebičů.
V roce 1957 byla dostavěna nová sušárna chmele a další provozy (česačky) v blízkosti vesnice. Od téhož roku končí přiškolení dušnických dětí ke škole na Vepřku a začínají dojíždět do Veltrus.
V Dušníkách za vilkou čp. 27 byly vystavěny jednoduché jednopodlažní dřevěné budovy jako ubytovny pro studenty zemědělské školy a chmelové brigádníky. Některé ze staveb byly strženy po povodni roku 2002.
Počet obyvatel postupně klesá až do konce tisíciletí, kdy začíná znovu mírně stoupat. Restaurace byla počátkem sedmdesátých let v provozu pouze v době chmelových brigád, roku 1975 zaniká zcela. Zaniklý obchod částečně suploval provoz pojízdné prodejny potravin.
V osmdesátých letech docházelo k úbytku obyvatel i v souvislosti s pokročilým chátráním zanedbaných statků. Byl zbořen statek Vojtěchovských a Herbstů (ten až v roce 1988). 
Po roce 1989 zůstal provozuschopný jediný statek ve vsi (čp.10), zemědělskou činnost po zprivatizování provozuje i v 21. století.
Na kraji katastru v letech 1993–1996 vyrostl nový úsek dálnice D8 (úsek Úžice – Nová Ves), který napomohl dopravní dostupnosti Prahy a zároveň navždy poznamenal životní prostředí nejen ve Všestudech a Dušníkách, ale v celém širším okolí.

### 21. století

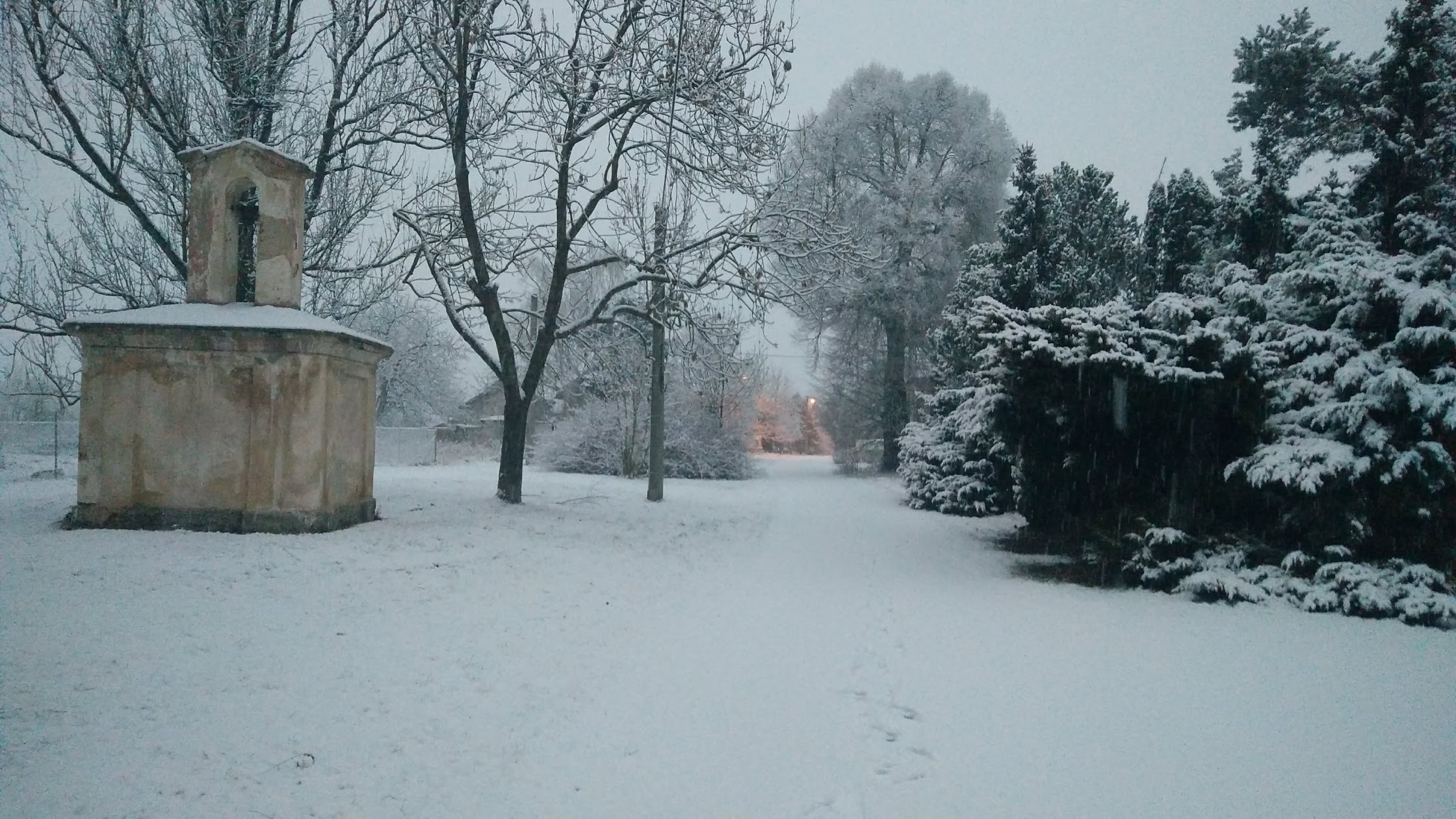
Zvonička v Dušníkách nad Vltavou v zimě 2018

V roce 2000 byl v Dušníkách zaveden zemní plyn.
V roce 2002 zasáhla Dušníky povodeň, všechny zahrady a domy (s jednou výjimkou) byly zatopeny. Statek čp. 4, resp. budovy, které z něj zbývaly, byl následně zbořen, podobně i další, vesměs hospodářské stavby ve vesnici (stodoly, sušárny chmele), postavené z nepálených cihel.
V letech 2008–2018 byly vystavěny v Dušníkách na místě zbořených statků tři nové domy.
Při další z povodní, roku 2013, byly zatopeny sklepy a přízemí tří domů v zadní části obce. Obec byla evakuována, evakuaci odmítli pouze obyvatelé čp. 12.
Od roku 2002 dochází k výsadbě a průběžné obnově aleje podél silnice na Všestudy. V roce 2013 (po povodni) byla vybudována nová silnice spojující Dušníky a Dědibaby.
V roce 2017 byla ve statku čp. 10 otevřena restaurace a penzion. V roce 2018 byly Dušníky připojeny k místnímu rozhlasu Všestudy.

## Přírodní poměry

### Geomorfologie
Katastrální území Dušníky se nachází na území České vysočiny, České tabule, v podsoustavě Polabská tabule (Středolabská tabule), v Mělnické kotlině. Území je typickou příbřežní rovinou rozkládající se podél toku Vltavy na náplavách.
Území patří k útvarné skupině čtvrtohor, útvarům holocénu (aluviu) a pleistocénu (diluviu). Úrodná hlinitopísčitá půda je zde dlouhodobě intenzivně využívána pro pěstování obilí, zeleniny a chmele.
Obec se rozkládá na pravém břehu Vltavy, asi 300 metrů od říčního koryta na mírné vyvýšenině, v průměrné nadmořské výšce 167 metrů.

### Klimatologie
Dolní Povltaví a Podřipsko, kam Dušníky klimaticky náleží, patří k nejteplejším oblastem ČR. Leží tedy v klimatické oblasti teplé, sušší, s mírnou zimou. Zdejší průměrná roční teplota (údaje platné pro Veltrusy) je 8,5–9,5 °C, průměrná červencová teplota činí 18–19 °C, průměrné roční srážky jsou spíše nízké: 90–100 mm.
Ze severozápadu je území vesnice před větry chráněno skalnatým ostrohem (skála lidově zvaná Svině), který pokračuje na severu jako zvýšená terasa na katastrálním území Nová Ves a Mlčechvosty.

### Hydrologie

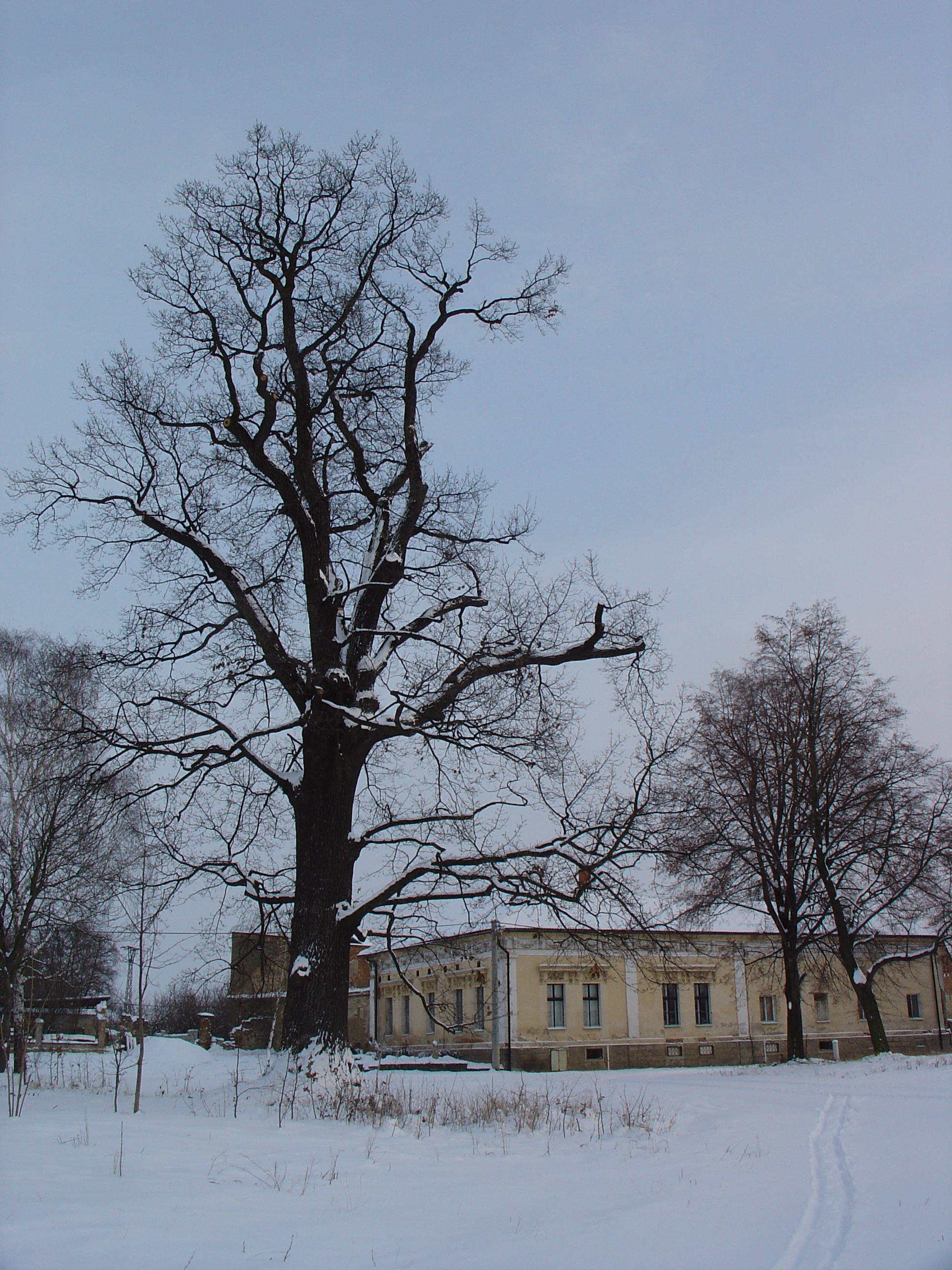
Statný dub v jižní části dušnické návsi

Celé území patří do povodí řeky Vltavy. Ochranná protipovodňová hráz, opravovaná v roce 2002, sleduje tok Vltavy v celé délce, od břehu ji odděluje pás luk a lužních hájků. V katastrálním území se nachází několik drobných vodních ploch, tzv. vltavských tůní či rybníčků, které v souvislosti s povodněmi a stavbami (dálnice) vznikají a zanikají či mění svůj tvar a rozsah: patří k nim Rožmberák nebo Černá (Bezedná) tůň a tři menší rybníčky.  

### Pedologie
Náplavy aluviální Vltavy jsou charakteristické v údolí Vltavy i v inundaci světlehnědými písčitými hlínami, jednak světlehnědým hlinitým pískem. Jsou to půdy lehké, snadno obdělavatelné, polopropustné nebo s propustnou spodinou hlín dřívějších. Diluviální náplavy jsou zastoupeny hlínou rázu spraše, hlinitopísčité, u hlín s pískem na spodině s hrubším pískem a oblázky.
Půda je po staletí intenzivně obdělávána (daří se zelenině, obilí, chmelu) a ve 20. století probíhá ve všech sousedních katastrech více či méně intenzivní těžba písku.

### Fytogeografie a geobotanika
Oblast se nachází v českém termofytiku (oblast teplomilné květeny), 9. fytogeografickém obvodu (Dolní Povltaví).[2] Pro tuto oblast jsou typické časté akátiny, zbytky teplomilných doubrav, dubohabřiny, stepi s úzkolistými travami.[3] Ve stromových porostech se místy vyskytují v předjaří rostliny jarního aspektu lesa (křivatec žlutý, sasanky aj.).
Ve zbytcích lužních lesíků podél řeky dominují porosty javorů, vazů a akátů. Dominuje orná půda, kde se pěstují především obiloviny (pšenice, žito) a chmel, hořčice a řepka olejka.

### Přírodní památky
Na prohlášení přírodní památkou byl navržen statný dub letní v jižní části návsi. Podle dušnické kroniky byl v roce 1960 asi 150 let starý.

## Obyvatelstvo

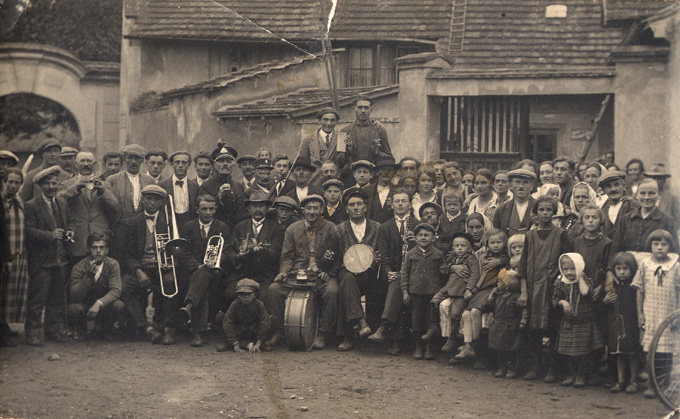
Posvícení v Dušníkách před hospodou čp. 15, vlevo brána statku Vojtěchovských

Struktura obyvatelstva Dušník nad Vltavou se v průběhu staletí až do poloviny 20. století příliš radikálně neměnila. Obyvatelstvo tvořily rodiny sedláků ze čtyř (později pěti) a jejich čeleď, později, s volnějším pohybem obyvatel, přibývali sezonní zemědělští dělníci a dělnice. Větší otřes znamenalo vyhnání nekatolíků po roce 1620, tehdy byli majitelé dvou statků nově dosazeni. Úbytek obyvatelstva také způsobila morová epidemie koncem 17. století (v roce 1680 od června do prosince zemřelo 30 osob).
Podle dochovaných pramenů bylo žili v Dušníkách nad Vltavou až do konce 19. století vždy katolíci i nekatolíci, v první polovině 20. století převládali katolíci a přibývalo občanů bez vyznání. V období první republiky zde žila minimálně jedna osoba německé národnosti, za protektorátu jeden Ukrajinec a do roku 1942 jedna osoba „židovského původu“ (více židovských obyvatel bychom našli v sousedních Veltrusích a zejména v obci Vojkovice, kde donedávna stála ještě synagoga jako pozůstatek tamní židovské obce). 

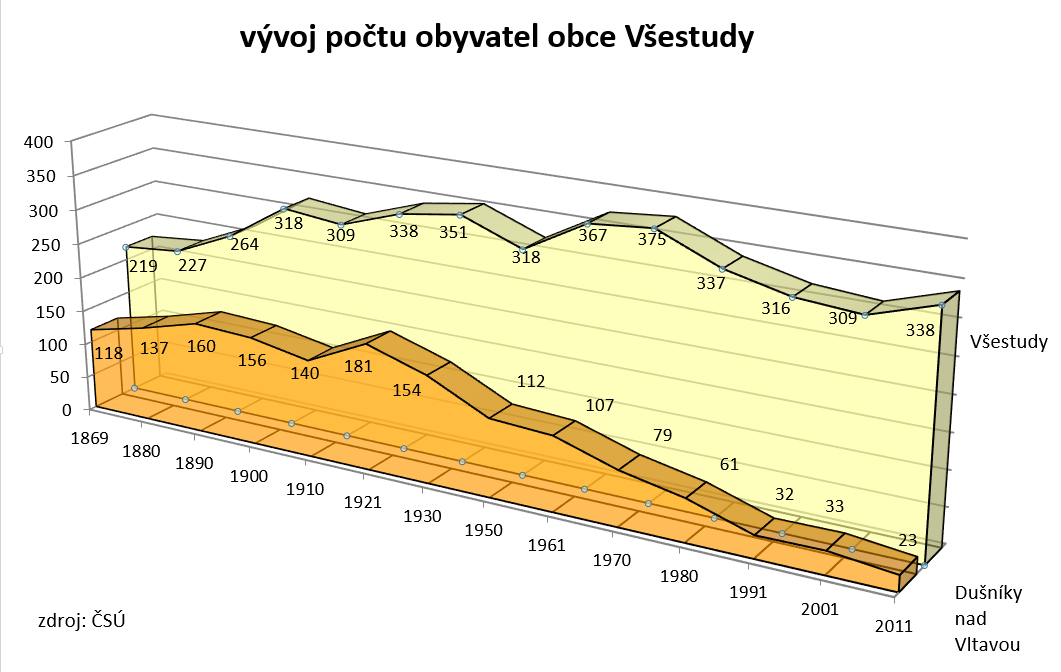
Počet obyvatel Dušník a Všestud 1869 - 1911

Nejvyšší počet obyvatel v Dušníkách zaznamenala statistika v roce 1923 – celých 181 obyvatel (toho roku se zde např. narodilo 10 dětí).
V Dušníkách tehdy fungovaly 3 hospody, obchod byl vždy jeden či dva. Vesnice měla váhu, kde se vážily náklady před naložením na obchodní lodě.
Druhá světová válka a poté převzetí moci komunistickou stranou se staly pro obyvatelstvo osudnými. Ihned po konci války odešlo několik rodin, celkem 57 občanů do pohraničí, kde se doufali uchytit v domech po vysídlených Němcích. Úbytek pracovních sil v zemědělství byl okamžitě znatelný.
Do počátku padesátých let trvalo nucené vystěhovávání všech dušnických statkářů a jejich rodin.
Do Dušník byla dosídlena řada občanů zejména z oblastí Slovenska, někteří zde zůstali delší dobu (2 rodiny), pro ostatní byla vesnice pouze přestupní stanicí.
Počet obyvatel vytrvale klesal – v roce 1950 se uvádí 112 obyvatel, o deset let později, kdy byly Dušníky přičleněny ke Všestudům, stále ještě přes stovku, avšak v roce 1970 pouhých 79. Od 90. let 20. století se počet fakticky trvale usedlých drží okolo 20–30.
Z 31 obývaných domů v roce 1950 klesl počet obývaných domů na dnešních 13. Počet starousedlých rodin (za starousedlou rodinu považujeme rodinu, která zde žila před rokem 1945) je 3. Nově příchozí obyvatelé vybudovali tři nové rodinné domy v období 2010–2018.

## Obecní správa
Při sčítání lidu v letech 1850–1960 Dušníky nad Vltavou byly samostatnou obcí, se kterým patřily nejprve do okresu Slaný, ale v letech 1921–1950 v okrese Kralupy nad Vltavou a od roku 1960 v okrese Mělník. Od 1. července 1960 jsou částí obce Všestudy v okrese Mělník. V letech 1850–1929 k obci patřily Dědibaby a Křivousy.

## Povodně

### Příčiny a přehled nejničivějších povodní
Povodně patřily a patří k životu v Dolním Povltaví po celá staletí. Způsobovalo je jarní tání – často doprovázené i nebezpečnými putujícími ledovými krami – ale i déletrvající období dešťů v jiných ročních obdobích. Od 16. století, odkud pocházejí dostupné zprávy o povodních na Mělnicku, se několikrát při větších povodních utvořilo v deltě mezi Vltavou a Labem obrovské jezero, které uvěznilo obyvatele vesnic v nejvyšších bodech či patrech budov. Život na úrodných náplavách stál za to riziko, obyvatelé zůstávali a těžili při zacházení s vodou ze zkušeností předchozích generací. Sídla budovali na terénních vyvýšeninách, zachovávali mokřady, tarasy a remízky a v případě potřeby budovali a zpevňovali hráze pytli s pískem apod. Existovalo povědomí o nejvyšším místě vesnice a o tom, kam vyvést rodinu a dobytek v případě záplavy. Plující a zamrzající kry byly spontánně na Vltavě odsekávány, aby se zabránilo jejich zácpě a vylití vody z břehu při následném tání. Toto povědomí se vytratilo v průběhu dvacátého století, jak potvrdila povodeň roku 2002.

Povodeň 2013 u Dušník nad Vltavou

Největší škody napáchaly (od 18. století do roku 2018) v Dušníkách nad Vltavou povodně v letech 1784, 1845, 1890, 2002. Menší povodně byly ale poměrně častým jevem a nezřídka došlo k několika velkým vodám v rámci jednoho-dvou desetiletí (koncem 17. století, v 70. a 80. letech 18. století, okolo 1890 a poté 2002 a 2013), odtud pochází nazvání stoletých vod.
Podle Kroniky Dušník z roku 1960 postihly Dolní Povltaví povodně v letech: 1180, 1257, 1259, 1264, 1272, 1273, 1311, 1315, 1316, 1322, 1342, 1359, 1367, 1370, 1374, 1432, 1496, 1501, 1624, 1655, 1658, 1690, 1706, 1709, 1768, 1769, 1770, 1771, 1773, 1781, 1783, 1784, 1785, 1799, 1804, 1807, 1815, 1830, 1841, 1845, 1854, 1862, 1872, 1876, 1877, 1881, 1882, 1884, 1886, 1890, 1893, 1896, 1897, 1899, 1915, 1920, 1954.
Kronika obce Hostín zmiňuje ještě povodeň v roce 1772, po které následovala nouze a hlad, a povodeň roku 1900 (kolem 9. 4.). K větší povodni, kterou dušnický kronikář v přehledu opominul, patří i povodeň roku 1940, která v Dušníkách zaplavila cesty a pole i chmelnice, do vsi se však nedostala. Podle dostupných údajů se vůbec nejničivějšími povodněmi (pro Prahu a pravděpodobně i pro celé dolní Povltaví) jeví povodně z roku 1432 a 1784.

### Ochrana proti povodním
Jakkoli to není při zběžném pohledu patrné, Dušníky leží na nevysokém ostrohu.  Při menších povodních voda sice překonala hráze a dostala se do polí, chmelnic a zahrad, ale neohrozila obydlí. V případě stoletých vod obyvatelé zpravidla nacházeli útočiště ve statku čp. 10, nejvýše položeném. Jako částečná ochrana před povodněmi sloužily snad i tarasy (v katastru je doloženo pomístní jméno Na tarase, Na Taradii), nasucho stavěné zídky střídané hliněnými náspy. Protipovodňová opatření zesilovala od 18. století. Od poloviny 18. století se věnovali stavbě dřevěných vzpěr břehů také majitelé panství Chotkové, vzpěry byly nazývány jako sruby (dokladem je snad pomístní jméno Na zdrubech) a kobyly.
V roce 1785 tak vznikl také plán regulace Vltavy na zdejším panství od Františka Hegra, který zahrnuje regulaci toku, prorážení poloostrovů i budování hrází. Po roce 1816 docházelo k dalším průkopům a regulacím na dolní Vltavě, v dolním Povltaví pod taktovkou navigačního ředitele Gerstnera. Další úpravy a opravu dušnické hráze si vyžádala povodeň z roku 1862 (práce proběhly o sedm let později) a pak také následující z roku 1890 (opravy v roce 1896).
Po vybudování tzv. Vltavské kaskády (1930–1959) se dařilo po desetiletí tok Vltavy regulovat, a tak další „stoletá“ povodeň následovala po události 1890 se zpožděním, až v roce 2002. Přinesla však po moravských povodních z devadesátých let 20. století další „civilizační šok“. V roce 2013, patrně i díky lepší připravenosti vodohospodářů, neměla povodeň tak ničivé následky a byla hodnocena jako voda dvacetiletá nebo padesátiletá. Přesto povodeň téměř zničila nový dálniční most vystavený nad silnicí spojující Všestudy s Dušníky, který byl postaven po povodni z roku 2002. Popovodňová opatření zahrnovala především opravy protržených hrází a čištění (prohlubování koryta), ke znovuzakládání mokřadů v dolním Povltaví nedochází, nedaří se ani stavba vyšší hráze u obce Zálezlice (patřila roku 2002 a 2013 k nejvíce postiženým), zejména kvůli vlastnickým sporům.

### Proměny řečiště Vltavy v dolním Povltaví
Vltava měnila koryto i v posledních staletích. V letech 1667–1683 například změnila řeka řečiště od Zelčína k Doničkám, pobořila kostel v Doničkách a roku 1798 byly z něho již jen zříceniny, přitom ves zanikla zcela. Při povodních roku 1700 de facto zanikla část blízké vsi Ouholice. Nejvýznamnější změnou pro Dušníky byl zánik „pravého“ vltavského ramene, které fungovalo v té době jako rameno hlavní, odbočovalo ve Veltrusích a vracelo se zčásti v oblasti Kubantova, vytvářeje ostrov. Rameno zčásti pokračovalo přes Vojkovice, patrně vedeno ostrohem zvaným Hebron. V 80. letech 18. století už muselo být původně hlavní rameno ve veltruském parku uměle napájeno vodou z řeky, aby si park uchoval kouzlo vodou protkané krajiny. Při pozdějších povodních se řeka vracela do starých řečišť a poškozovala stavby a hráze po svém původním toku, tedy i na dušnickém "Kubantově". Tůně v okolí vsi měnily tvar, vznikaly a zanikaly, některé z nich byly později zasypány. Například na louce při Vltavě od dušnického přívoznického domku výš proti proudu se nacházely až do roku 1904 tůňky. Při provádění kanalizace Vltavy byly zasypány výkopem materiálu z jezu u Vraňan.

### Záznamy o povodních v Dušníkách

#### 18. století
Ve starších historických záznamech se dochovaly zápisy o povodních v Dušníkách jen sporadicky.
V roce 1752 hlásí vrchnosti velkou škodu na polích dušnický rychtář Matěj Pokorný s tím, že mu zbylo k užitku po velké povodni jen 45 ze 100 strychů polí.
Farní pamětní kniha v Lužci nad Vltavou připomíná velkou povodeň roku 1768, kdy se rozlila voda, když se nastavil led v Lužci, po celém okolí: Bukol, Hostín, Vojkovice, Křivousy, Jedibaby, Dušníky nad Vltavou byly zatopeny.

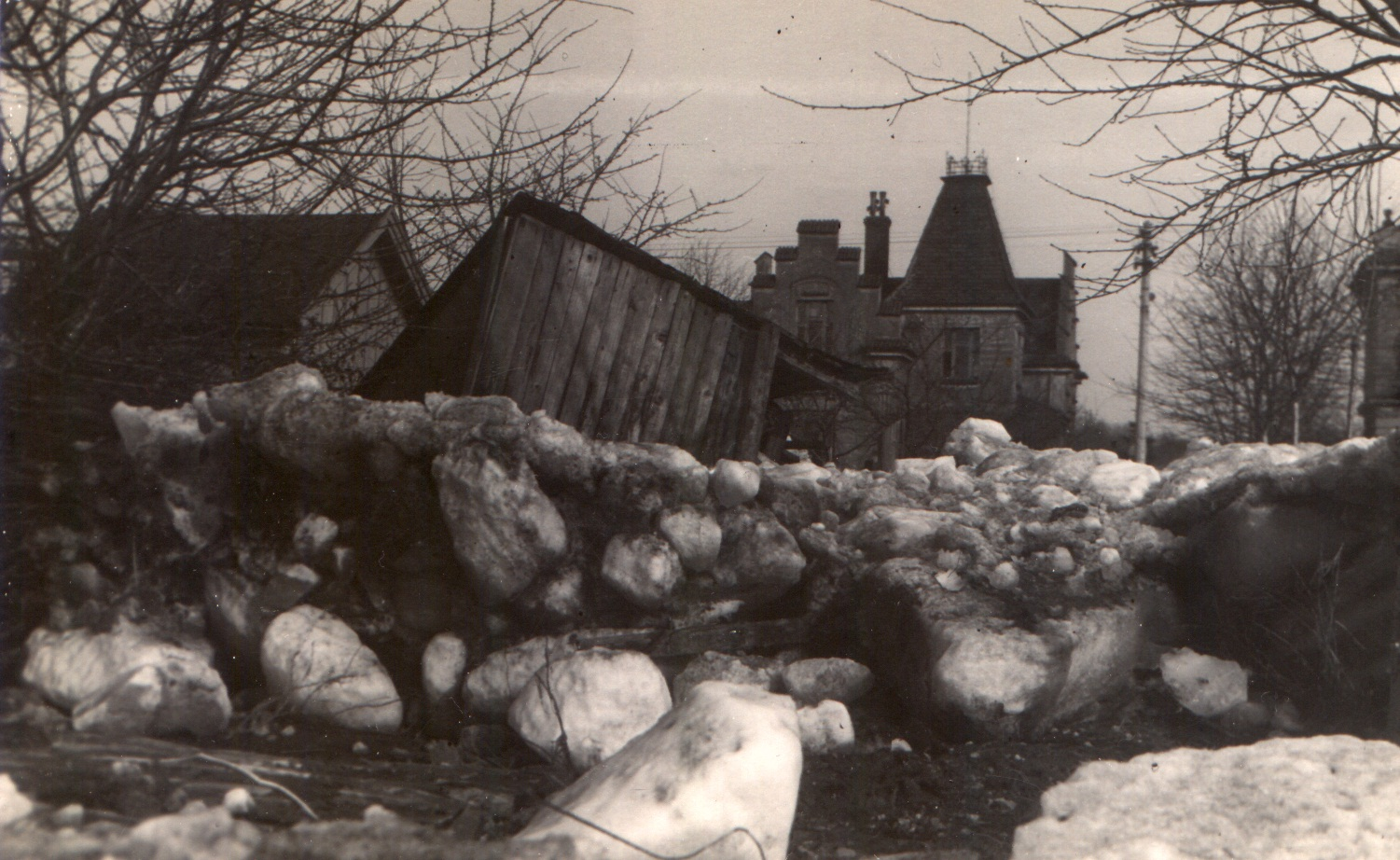
Ledové kry ve Veltrusích

Podobné události se připomínají roku 1769, 1771 a 1773, kdy opět celá krajina až do Ouholic a Hostíně byla zatopena.
Dobře jsou dochovány zprávy o výjimečných povodních let 1784 a 1785. Lidový kronikář Pražák z Ouholic si mj. zapsal: „Roku 1783 začala počátkem prosince krutá zima a trvala nepřetržitě až do 15. února 1784. Led na Vltavě dosáhl 3/4 lokte síly. Velmi často hřmělo a blýskalo se, načež 27. února hnul se náhle led, způsobil povodeň, takže mnohé pobřežní dědiny pohubil. … V roce 1785 byla velkou vodou protržena dušnická hráz u Všestud.“ Při těchto povodních (zejména té první, ledové a smíšené) zaniklo v dolním Povltaví hned několik vesnic a řeka částečně změnila průběh toku (koryta). Ostatně povodeň roku 1784 pustošila přírodu a sídla v mnoha povodích v celé Evropě (Dunaj, Odra, Labe, Rýn, Seina, Máza, Loira) a měla na svědomí stržení několika pilířů pražského Karlova mostu.
„Roku 1799“ píše ouholický kronikář Hodek, „byla veliká povodeň s ledem, který zase náramně silný led s hřmotem dne 23. fevruára se strhnul a voda okolo pivováru šla a všady ledy s sebou nesla. U nás u sloupu zvonečkového, který stál proti č. 13 na 1/4 lokte vystoupila a opět v zahradách a gruntech dosti škody způsobila, protože když opadla a zem roztála, zase silné mrazy přešly, zkrze které mnoho stromů, zvlášť švestkových v kořenech nejlepším užitkem zmrzlo a poschlo. Příčinou tak časté velké vody jest, že je od ostrovské (veltruské) strany všechna na naši stranu sehnána a sevřena ledy.“

#### 19. století
Kronikáři také popisují ledové zácpy, které se opakovaly ve 40. letech 19. století od ledna do března a nesly velké nebezpečí: obrovské kusy ledu strhávaly břehy, pak znovu zamrzaly, tály a takto ztuhlé obrovské kry ohrožovaly celé okolí řek. Lidé opětovně zamrzlý povrch místy prosekávali a uvolňovali, aby se náplava ledu (obvykle se hromadící v ohybech řeky, tedy právě u Dušník) mohla volně odtéct.

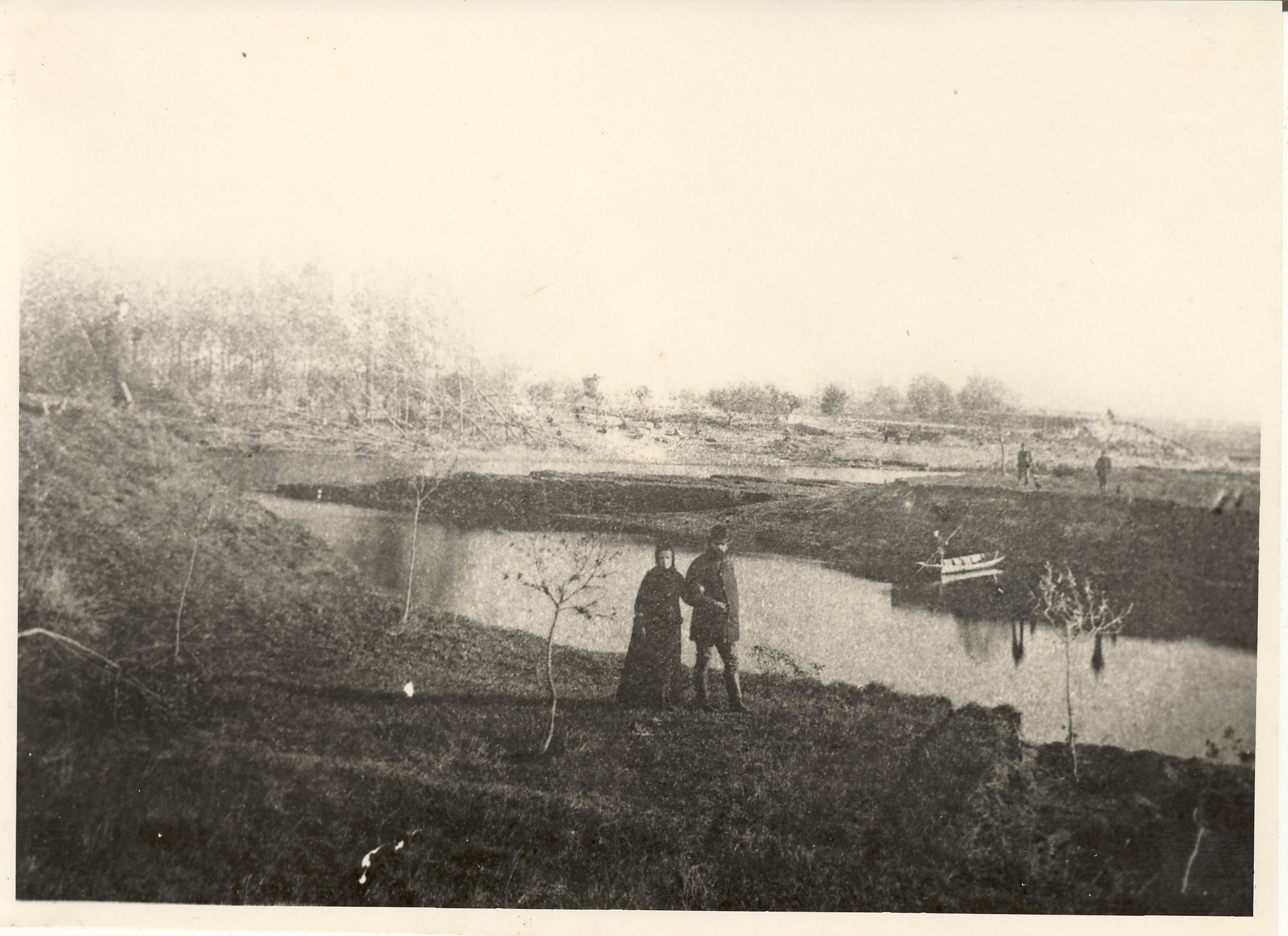
Po povodni roku 1890 u dušnických tůní

Ke smíšené a ledové povodni roku 1845 uvádí hostínský kronikář Vorlíček: „A co vesnic je vod Prahy až pod Mělník, a kde ještě za Mělníkem až k Litoměřicům, pořád ta voda je zatopila. Tak se rozmohla až do Chvatěrub, šla starými řečišťaty až do Veltrus a tam stavení pobořila a odtud se rozlila až pod Zlosyň, až do Vojkovic, takže Vojkovice ze všech stran vodou byly obklíčeny. U Dušník byly všechny hráze ztrhaný a pole strhaný a některý pískem aneb šutrem zanešený, takže sedláci mnoho set za to platit musili, aby jim to lidé vyvezli.“ Ouholický sedlák Pražák k této velké vodě kromě jiného uvedl: „Kubantov se podobal pískové poušti, neboť protržením dušnické hráze tam dostala voda hrozně prudký běh a tím tolik písku tam nanesla, že nebylo ani pomyšlení poznati meze neb hranice svého pozemku, tím méně snad chmelné řádky neb nějaké zaseté obilí… Po této povodni byly konané v celém mocnářství sbírky pro obce povodní poškozené. Do naší obce se však málo dostalo, bezpochyby proto, že jsme nevěděli u koho se včas hlásit. V Dušníkách byli již v této věci šťastnější, neboť vlastník č. 10 v Dušníkách dostal almužnu 1800 zlatých.“
Při únorové povodni roku 1862, která byla způsobena silnými dešti a rychlou oblevou, u Kralup vzala voda 30 sáhů kolejí a trať musela být přeložena. Taktéž o deset let později, roku 1872, povodeň ničila a opětovně vytvořila jezero od Dušník k soutoku Vltavy s Labem. Zimní povodně napáchaly škody v polích zejména tím, že přinášely množství materiálu, písku a štěrku, a tím pole znehodnocovaly, naplavené dříví také ničilo konstrukce chmelnic a stromy.
Povodeň z roku 1872 měla charakter povodně bleskové, která přichází bez předchozího očekávání (ne po dlouhé a na sníh bohaté zimě), zpravidla vinou přívalových srážek.Nejvíce zasáhla povodí Berounky, kde způsobila stovky (!) ztrát na životech. Její síla v dolním Povltaví nebyla tak ničivá.
Větší následky pro obyvatele měly obecně právě povodně jarní a letní, při kterých byla znehodnocena veškerá úroda, jako v roce 1890, kdy jezero počínající u Dušník dosahovalo až k Neratovicím. Podle pamětnice Rosalie Králové za povodně roku 1890 voda stoupla tak, že zatopila i stavení přívozníka č. 6, takže musel odvést kozy do statku č. 10 na dvůr, kde byl už shromážděn dobytek z celé vsi. Pro chléb se tehdy jezdilo do Vojkovic na loďce. Povodeň se stala velmi "mediálně známou" hlavně vinou fotografie znovu poničeného pražského Karlova mostu, kterou otiskly nejen české noviny.
Povodeň se pak opakovala v menším rozsahu roku 1897 a 1899, kdy 15. září nešťastným pádem při vytahování stavidel za povodně zemřel tehdy šedesátiletý Antonín Bittner, poklasný z Dušník.

#### 20. století
Jediné dvě velké dušnické povodně 20. století líčí kronika obce Dušníky:
„10. března 1940 se Vltava též rozvodnila. Toho dne se hnuly ledy, které byly na Vltavě, zejména u Štěchovic, nakupeny. V Dušníkách chybělo jen několik decimetrů, aby se voda přelila přes ochrannou hráz. Zpětná voda Vltavy zaplavila chmelnice mezi řekou a vsí, cesta od přívozu do vsi byla u Herbstovy zahrady pod vodou. Zpětná voda zatopila i obecní silnici Dušníky-Všestudy „v topolách“ a tekla přes chmelnice u silnice, nynější višňovku Fruty k Vojkovicím. Během povodně dušničtí občané byli v pohotovosti a hráz u „společné tůně“ zesilovali pytli písku. Po povodni byla cesta k přívozu opravena, zvýšena, zejména u Herbstovy zahrady a uválcována okresním parním válcem.
V roce 1954 po suchém červnu začalo prvý týden v červenci vydatně pršet. Ve Vltavě začala voda stoupat, vylila se z břehů a dne 10. července dostoupila největší výše, a to asi 1,30 m pod korunu hráze u přívozníkova domku. Opadávání velké vody trvalo týden.“ Povodeň roku 1954 naštěstí zmírnilo rozestavěné vodní dílo Slapy, které značně snížilo kulminaci. Mýtus o kaskádě, která zabrání všem povodním, byl na světě.

#### 21. století
Povodně roku 2002, které ostatně postihly i další středoevropské země, byly způsobeny dvěma vlnami tlakové níže s nimi spojenými frontálními systémy. Vydatné deště trvaly ve dnech 6.–7. srpna, a to převážně v jižních Čechách, a poté 11.–13. srpna, kdy zasáhly celé povodí Vltavy včetně přítoků Sázavy a Berounky. Obě tlakové níže zasáhly naše území nejdeštivějším sektorem a nadto postupovaly pomalu. Nádrže vltavské kaskády nasycené první vlnou vody z Vltavy a přítoků, kterou dokázaly zvládnout, neodolaly druhé vlně. Vltavská kaskáda přestala vodu zadržovat. Vltava v Praze kulminovala 13. srpna s 782 cm při průtoku 5160 m3/s, což odpovídá opakování jednou za 500 let. Poté stupňovitě klesala v souvislosti se snižováním odtoku vltavské kaskády.

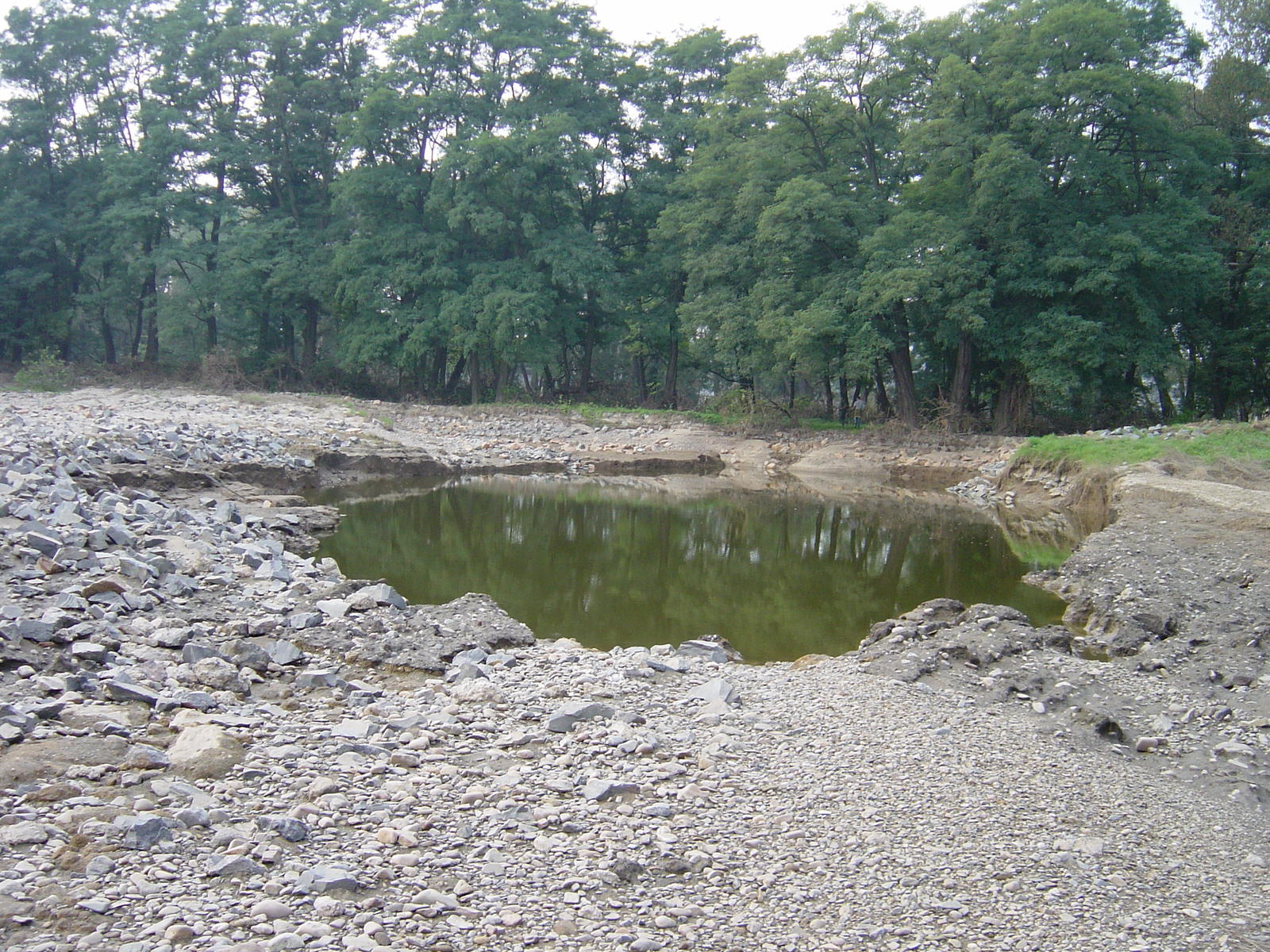
Protržená povodňová hráz u Dušník - srpen 2002

Teprve po pražské kulminaci dopadly na naši obec nejtěžší následky povodně. Pražské Staré Město zachránily protipovodňové stěny, dále na sever se Vltava rozlévala do šíře, kdekoli to terén umožnil, tedy i v oblasti severně od Kralup po Mělník.

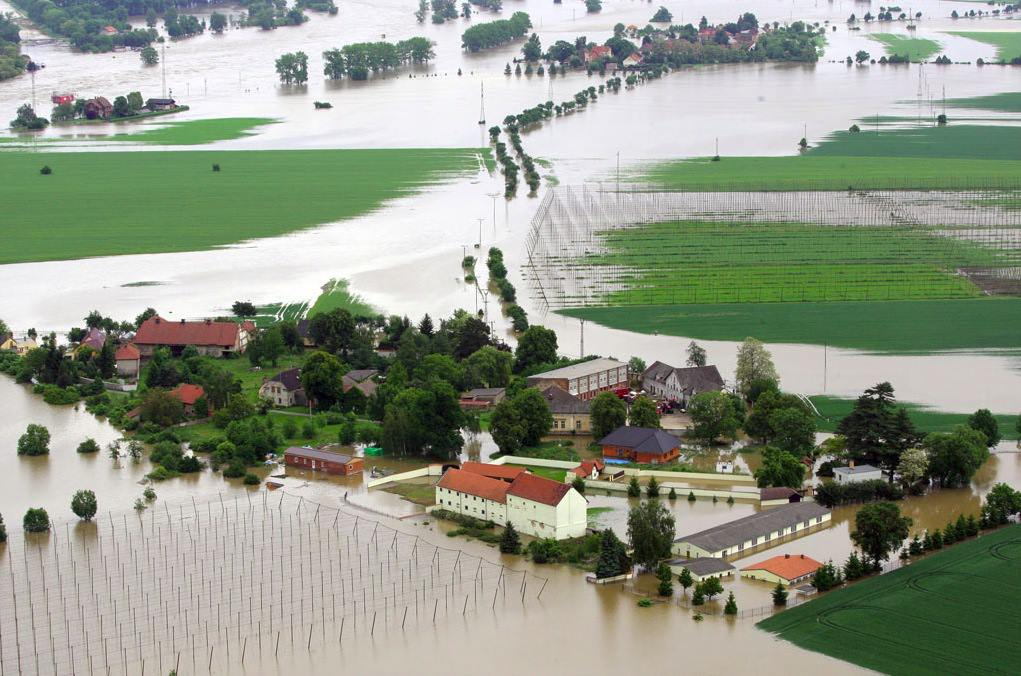
Letecký snímek Dušník nad Vltavou při povodni 2013

V Dušníkách a okolí byla hráz na několika místech protržena. U Všestud se voda prodrala proudem pod dálničním mostem (dálnice D8), který poškodila tak, že byl na čas zastaven, posléze omezen provoz dálnice. Most byl provizorně opraven a poté zásadním způsobem zpevněn. Veškerá pole a chmelnice byly pod vodou. V Dušníkách byly zaplaveny všechny domy s výjimkou čp. 10 a čp. 11. Veškeré obyvatelstvo bylo evakuováno a týden mohlo sledovat svou ves z protějšího vyvýšeného břehu u Mlčechvost. Při odklízení povodňových škod pomáhali kromě armádních a bezpečnostních složek také dobrovolníci.
Tlaková níže a vydatné srážky včetně přívalových dešťů byly na vině další z povodní, která proběhla povodím Vltavy počátkem června 2013. Květen byl srážkově nadprůměrný a zmíněná vlna dešťů zvýšila už tak zvýšené hladiny toků. Srážky byly v jižních a středních Čechách vydatné a prudké, ke zhoršení situace přispěly drobnější taky a neměřitelné mezipovodí (stráně svažující se přímo do toků), které hrají obvykle při povodních okrajovou roli.  
Voda byla v prvních dnech června zadržována vltavskou kaskádou, aby bylo možné připravit hlavní město na největší nápor. 2. června došlo k evakuaci Dušník (odmítli pouze obyvatelé domu čp. 12) a 3. června kulminovala voda v Praze a poté i ve Vraňanech na 785 cm / 3140 m3 (11:40).
Starostové Kralup a Mělníka žádali opakovaně po zajištění Prahy snížení průtoků vltavské kaskády, aby silně zvýšený odtok nepostihl jejich města tak drtivě. Na žádost starosty Kralup nad Vltavou Petra Holečka nakonec ministr zemědělství Petr Bendl rozhodl o snížení odtoku o 400 m3/s, čímž mj. pravděpodobně zabránil i zaplavení přízemí více domů v Dušníkách a dalším škodám. V Dušníkách bylo částečně zatopeno přízemí dvou domů, zahrady a sklepy. Voda se opět dostala do vesnice od Dědibab a dále průrvou pod dálničním mostem u Všestud. Most, zpevněný v roce 2002, musel být včetně náspů opět opraven v následujících měsících. Voda totiž protrhla násep u Všestud, který nebyl zpevněn, a následný silný proud vymlel násep pod vozovkou u jedné části mostu tak, že odkryl až základy. Nakonec byly základy zpevněny a doplněny a násep u Všestud vybudován zcela nový s využitím železných prvků.

## Doprava
Obcí prochází silnice III/10151.
Dušníky leží asi 7 km od exitu „Uhy“ – dálnice D8 – jsou tedy dopravně dobře dostupné. Hromadnou dopravu obstarávají autobusy PID č. 473 – v pracovní dny celkem 7 spojů směrem na Kralupy nad Vltavou, o víkendu bez autobusového spojení. Poříční přívoz do vsi Vepřek zanikl po roce 1957.

## Pamětihodnosti a významné stavby
Statek čp. 10 – jedno z nejstarších stavení obce, podle vročení v kamenné podezdívce budovy z roku 1738 spolu se jménem majitele Matěje Pokorného, ve skutečnosti zde stával jistě statek mnohem dříve. Ze stavby roku 1738 se však do dnešních dnů mnoho nedochovalo – ovšem kromě portálu s nápisem. Jižní část statku je kamenná, patro částečně z vepřovic. Současná fasáda severní, dříve obytné, nyní kancelářské budovy zachovává prvky neohistorických slohů konce 19. století. V posledních letech byly budovy i jejich ornamentální prvky (římsy, štuky s rostlinnými dekory) obnoveny. Některé části hospodářských budov byly v posledních letech strženy a znovu vystavěny, statek si ale uchoval prastaré dvorcové rozložení staveb. Dvůr se studnou získal v 21. století parkovou úpravu s trávníkem a jezírkem poblíž studny.
Statek čp. 12 – původně manský dvůr České koruny. Podle berní ruly z roku 1654 tvořil jeden ze dvou dílů vsi Dušníky. Vystřídaly se zde rody Sukoradských, Kyzlíků, Duchoslavů a Pokorných. Malíř Václav Pokorný dal dům upravit a zřídil z hospodářského dvora okrasnou zahradu. Vnitřek domu vyzdobil freskami, a to v přízemí haly zátiším s pávem a ovocem, v poschodí haly několikametrovou nástěnnou, dnes již zašlou malbou, jakousi apoteózou významných českých králů. K domu přiléhá patrový obdélníkový špýchar z pískovcových kamenů, podsklepený.
Vilka čp. 27 – vystavěl František Strnad, zeť vojkovického podnikatele (majitele konzervárny) Karla Schustera, na zahradě zvané Na rukavici (do té doby patřila ke statku čp. 10). Konstruktivistická vilka s pultovou střechou a francouzskými dveřmi v přízemí byla doplněna okrasnou zahradou a bazénem.
Drobná zvonička na návsi tvoří její dominantu. Vznikla pravděpodobně okolo poloviny 19. století. Má půdorys čtverce se zaoblenými rohy. Střechu završuje oblouk na pilířcích, krytý stříškou, který chránil kovový zvonek. Stavba je završena kovovým křížkem. Původní železný litý zvonek s reliéfem sv. Václava nesl nápis „Sct. Wentzl“. Není známo, odkud sem byl přenesen. Za 1. republiky byly stěny zvoničky vymalovány v pseudofolklorním duchu malířem Jaroslavem Herbstem, později byla fasáda udržována jen jednobarevným nátěrem.
Fragment brány do dvorcové usedlosti čp. 6
Zachovala se branka a slepá branka, stojící po stranách vjezdu do dvora. Oba otvory branek jsou završeny polokruhem. Nad každým byl v minulosti trojlistý štítek. Branky pocházejí pravděpodobně z přelomu 18. a 19. století.

### Zaniklé usedlosti v Dušníkách

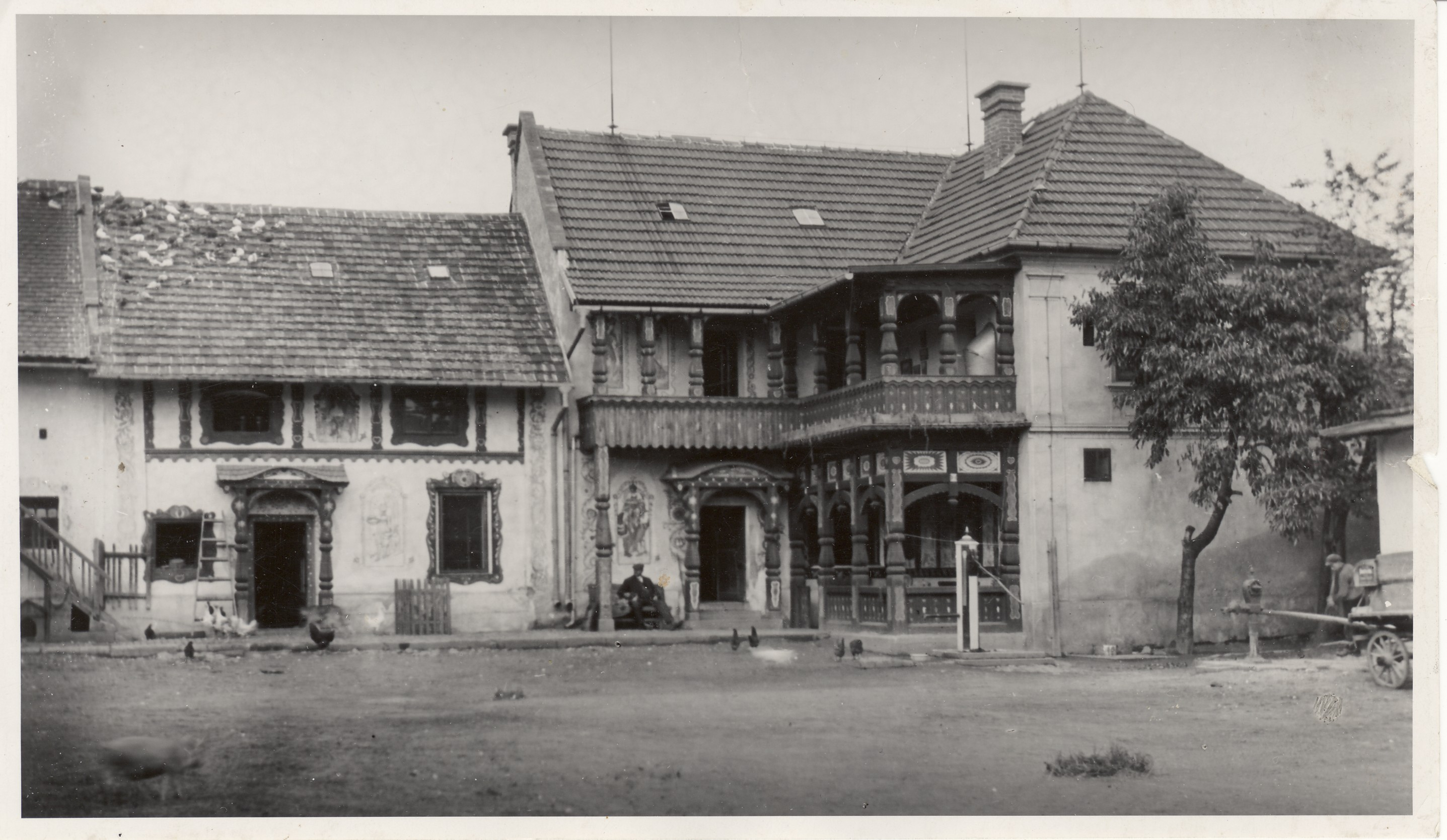
Statek čp. 5 - Herbstů - ve dvacátých letech 20. století, po přestavbě

Čp. 5 – statek Barborů, Herbstů. Nacházel se v západní části návsi, v místě „U Dubu“. Uzavřený dvorec byl tvořen několika obytnými a několika hospodářskými staveními a dvorem přibližně tvaru obdélníku. Největší obytné stavení bylo patrové, převážně z vepřovic. Bylo přístupné kamenným portálkem s páskem, do ostění byl vyhlouben rostlinný ornament s datem 1741. Ze 20. let 20. století pocházela dřevěná pavláčka na vyřezávaných sloupech. Interiér domu byl bohatě dekorován freskami J. Herbsta: výzdobě vévodilo téma obrazů z českých dějin a z venkovského života. Jedny z dveří nesly letopočet 1748. Na severní straně se připojuje ke stavení dvoupodlažní sýpka s pseudorenesanční atikou (Jaroslav Herbst), za ní následovaly chlévy. Protější stranu nádvoří zaujímaly chlévy, garáž, malý byt hospodářského adjunkta pod dubem.
Brána domu byla pozdně klasicistní, z doby kolem poloviny 19. století, stodola nesla vročení 1887. Při vstupu do stavení stála studna, pseudofolklorně upravená. Dům byl zbořen v roce 1988.
Čp. 13 – statek Martinovských, později Syrových-Vojtěchovských. Rozsáhlý areál statku se nacházel v severní části návsi, tvořil ho velký počet hospodářských budov (z nichž dodnes stojí pouze velká stodola vybudovaná v roce 1927), podlouhlá obytná budova (dnes zbořena) a výminek (rovněž dochovaný).
Hlavní budova, patrové stavení, měla třídílnou dispozici s podsklepenou komorou. Fasáda byla zdobena kvádrováním v omítce na nárožích a přízemí od patra bylo v omítce oddělnou jednoduchým pásem. Na obytnou budovu navazovaly rozměrné chlévy, většinou zaklenuté českou plackou.  Při bývalém vstupu do statku je patrný sloup, který nesl vstupní bránu a branku do dvora.
Čp. 4 – statek Mikulejských. Stavba v SZ části návsi, která byla připomínána již v roce 1726 jako majetek rodiny Kyzlíkových. Nejmenší z dušnických gruntů. Zanikl stržením po povodni v roce 2002.
Čp. 8 – hanýšovská chalupa byla majetkem rodiny Hlaváčků Celicharů 140 let. Chalupa byla zbořena ve druhé polovině 20. století.

## Osobnosti a rodáci

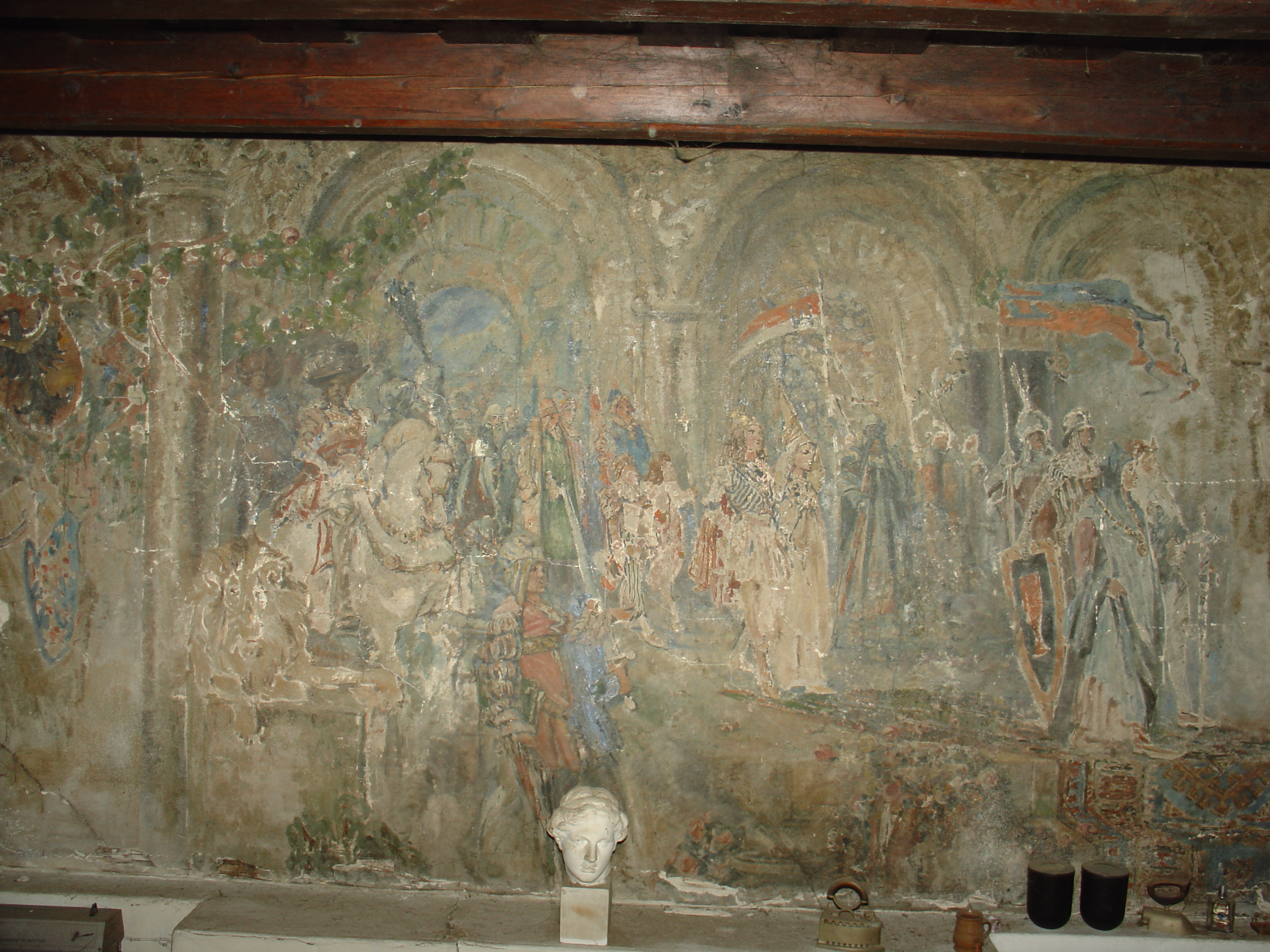
Nástěnná malba ve statku čp. 12 - Pokorných

Václav Pokorný (1851–1940), malíř; pocházel ze statkářské rodiny Pokorných, která hospodařila v Dušníkách po staletí, nejprve v čp. 10, později ještě v domě čp. 12, kde se narodil právě druhorozený Václav. Navštěvoval školy v Litoměřicích, reálku v Praze, vstoupil na pražskou malířskou akademii, ale roku 1871 odešel studovat spolu s např. Václavem Brožíkem na Akademii výtvarných umění do Mnichova. Studia zakončil velkou cestou přes Halič a Bukovinu do Rumunska a Bulharska. Od roku 1878 maloval už v Dušníkách a současně pomáhal otci s hospodařením.
Podnikl ještě cestu do Egypta, oženil se a znovu vycestoval, tentokrát do Itálie. Ohlas pražské výstavy, kterou uspořádal po návratu, ho však velmi roztrpčil a na dvě desetiletí přestal zcela malovat. Živil se tedy hospodařením, které vyžadovalo značných sil (povodně, škůdci chmele) a způsobem přivýdělku bylo i pronajímání pokojů na letní byty. V roce 1912 se po těžké chřipce zotavoval na Adrii a tehdy se vrátil k malířské paletě. Věnoval se poté námětům z Dušník, Veltrus, Podřipska, vycestoval i na Slovácko a na Slovensko. Uskutečnil ještě dvě výstavy: 1926 v pražském Mánesu, a především v roce 1936 ve Feiglově galerii. Ve svém domě pokryl celou stěnu rozměrné haly vyobrazením Setkání všech českých panovníků.
Jaroslav Herbst  (1878–1971), malíř a řezbář; narodil se na statku čp. 5 (U Herbstů, u Barborů), který později převzal po otci do spravování jeho bratr František. Vystudoval strojní inženýrství, ale asi od roku 1912 se zaměřil na malířství a sochařství, kterým propadl na celý život. Ve dvoře statku si vybudoval ateliér, přístupný po vnějším dřevěném schodišti, svými malbami však vyzdobil i vnitřní fasádu domu a v domě samotném vymaloval několik lunet s historickými výjevy. Kromě toho je autorem mnoha krajin z okolí Dušník i zátiší či květinových váz… Po roce 1948 musel stejně jako celá jeho rodina odejít, v Praze poté bydlel i pracoval v Celetné ulici, v budově Divadelního ústavu.

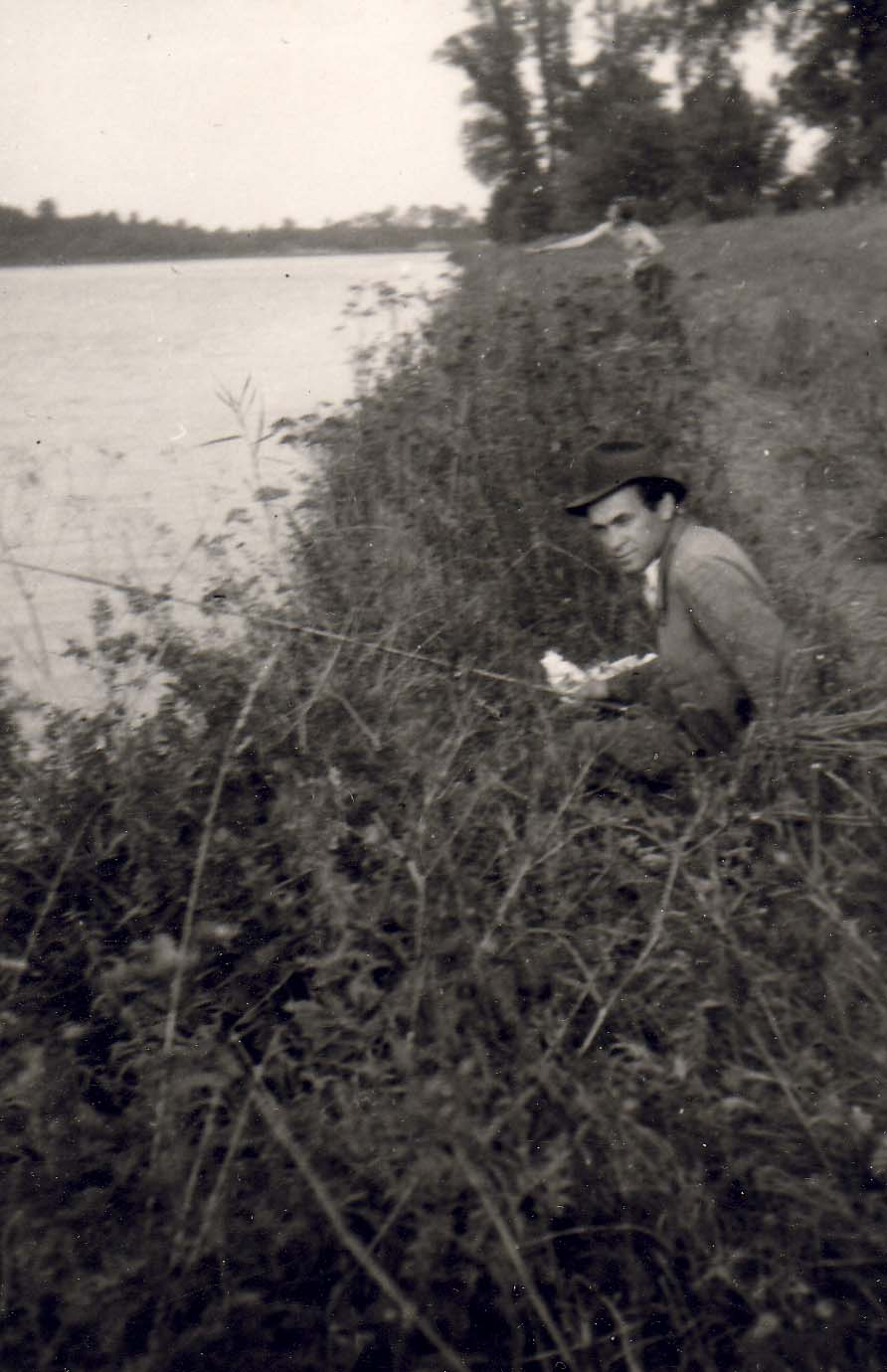
Alois Šiška rybaří na Vltavě u Dušník

Alois Šiška (1914–2003), pilot RAF; s manželkou Vlastou a dcerou v Dušníkách strávil několik let "ve vyhnanství" (1950–1958) ve vilce čp. 27, poté co mu byl zakázán v rámci represí bývalých letců RAF pobyt v Praze, zprvu pod "nenápadným" dohledem státní bezpečnosti, která ho údajně podezírala z provozování radiového spojení se Západem. V Dušníkách se Alois Šiška živil opravami elektrospotřebičů.
Renée Shaki, rozená Herbstová – učitelka němčiny a spoluautorka známé Němčiny pro jazykové školy 3 (spolu s Věrou Hoepnerovou), spoluautorka konverzace v perštině (spolu s Mansourem Shaki). Narodila se a do padesátých let žila v Dušníkách nad Vltavou, později rodina přesídlila do Prahy. Renée měla kvůli svému původu několik let odepřena studia na VŠ, nakonec byla na vysokou školu přijata a po absolvování působila celý život jako němčinářka.
Lazar Pavlyšyn (1898–1995), agronom; rodák z Ukrajiny, za 1. republiky a za války hospodářský adjunkt na statku u Herbstů. Do Československa se dostal jako student zemědělské školy a u Herbstů se snažil obstarat si dočasně živobytí, než se uklidní poměry na Ukrajině, kde byla jeho rodina perzekvována a zbavena majetku. Uklidnění se však nedočkal. V Dušníkách se oženil. Na sklonku života (sedmdesátá a osmdesátá léta) sepsal své paměti, které jsou zajímavým dokladem života zemědělského pracovníka na vesnici ve druhé půli třicátých let 20. století.
Jaroslav Libenský (1892–1969), stavební inženýr (projektoval např. některé vodní stavby v Československu i zahraničí), rodák z Prahy, po roce 1948 zbavený majetku a odsunutý s manželkou do Dušník nad Vltavou. Pracoval např. jako dozor na poli a na starost dostal sepsání obecní kroniky, čehož se ujal velice zodpovědně. V téže době vypracoval rešerše o dušnických pomístních jménech pro budoucí Slovník pomístních jmen, vydaný o mnoho desetiletí později ÚJČ AV ČR. Ve druhé půlce šedesátých let 20. století se manželé Libenských mohli vrátit do hlavního města a bydleli u jednoho ze svých synů.

## Turistika
Ves se nachází na rušné mezinárodní cyklostezce Praha – Drážďany.
Dušníky jsou přístupné pro pěší nebo cyklisty z veltruského parku (asi tři kilometry od Červeného mlýna) přes tzv. Kubantov, kdysi překrásnou oblast mezi Mlýnským potokem a Vltavou. Na Kubantově najdeme zbytky lužních porostů, luk, ovocných sadů a vltavských tůní (tzv. rybníčků, které sahají po Dušníky). Pěší turista musí ovšem překonat (podejít) hlučný dálniční most, který oblast znehodnocuje.
Na druhou stranu od Dušníky podél Vltavy lze dojít po hrázi nebo pobřežní polní cestě až k vraňansko-dědibabskému jezu a vodní elektrárně. V ohybu hráze najde pozorný chodec trosky nejzazšího pavilonu veltruského parku.
Okolí rybníčků a vltavské pobřeží je oblíbeným místem rybářů, konají se zde příležitostně i rybářské závody.
Ve statku čp. 10 byla zřízena v roce 2017 restaurace a penzion.

## Zajímavosti
Ve vesnici mají stálou adresu dva spolky, Dolní Povltaví a Rodinné centrum Havránek, na hranici katastru Dušník a Všestud sídlí motorkářské sdružení Feisty Pistons.
Od roku 2009 Dušníky každoročně na přelomu července a srpna probíhá běžci oblíbený Miřejovický půlmaraton.
V roce 2001 byl zaznamenán případ tornáda na území Dušník (poblíž sušárny chmele u dálnice D8). Podle pamětníků se v těchto místech podobné úkazy dějí opakovaně.

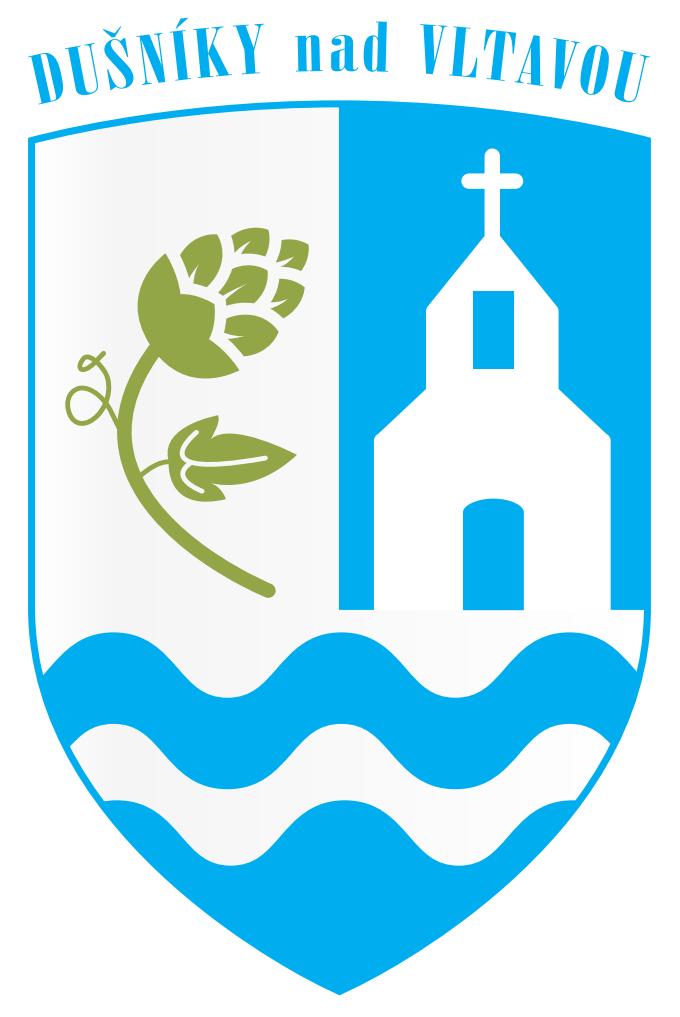
Neoficiální znak Dušník nad Vltavou od Václava Landsingera

V roce 2016 vytvořil Václav Landsinger z Dušník neoficiální znak osady Dušníky, který odkazuje na obecní znak všestudský a připomíná přítomnost Vltavy, chmelařskou tradici i pamětihodnost – zvoničku na návsi.
Ve školní kronice ve Zlosyni je zanesena pověst o vyhubení Vršovců. Podle vypravování Fr. Homolky, rolníka ve Zlosyni, se tradovalo, že u dušnických lesíků byl zavražděn poslední Vršovec. Zejména dušnické děti věřily, že hlubokou Černou tůň za Dušníky hlídá černý pes.
V 19. století a ještě na počátku 20. století byl poštovní úřad pro Dušníky umístěn v Jenišovicích. Transport pošty ale znemožňovala často rozvodněná Vltava a zdržoval přívoz, Dušničtí proto opakovaně žádali o změnu poštovního úřadu, ke které však došlo až po vzniku Československé republiky (dodnes je poštovním úřadem pošta Vojkovice, ačkoliv pro nadřazenou obec Všestudy platí poštovní úřad Veltrusy).